# Стругацкий, Аркадий Натанович
Арка́дий Ната́нович Струга́цкий (28 августа 1925, Батуми — 12 октября 1991, Москва) — русский советский писатель, сценарист, переводчик, создавший в соавторстве с братом Борисом Стругацким (1933—2012) несколько десятков произведений, считающихся классикой современной научной и социальной фантастики.
Старший сын искусствоведа Натана Залмановича Стругацкого. В школьные годы проявил способности к научной и писательской деятельности. После эвакуации из блокадного Ленинграда в 1942 году некоторое время работал в селе Ташла Чкаловской области, воссоединившись с братом Борисом и матерью-учительницей, эвакуированными по «Дороге жизни». В 1943 году был призван на военную службу и зачислен в Военный институт иностранных языков, который окончил в 1949 году по специальности «переводчик с японского и английского языков». До 1955 года служил в Советской армии, сначала в Канской школе военных переводчиков, далее в гарнизоне на Камчатке и частях ОСНАЗа в Хабаровске. Награждён орденом Красной Звезды (1955), медалями. На Дальнем Востоке женился на Елене Ильиничне Ошаниной (дочери И. М. Ошанина). Дочь Мария Стругацкая впоследствии вышла замуж за Егора Гайдара.
После увольнения в запас Аркадий Стругацкий профессионально занялся литературной деятельностью, опубликовав документальную повесть «Пепел Бикини» (в соавторстве со Львом Петровым, журнальная версия вышла в 1956 году). Работая редактором в московском Гослитиздате и далее в Детгизе, создал творческие принципы, позволяющие писать совместно с Борисом Стругацким, постоянно жившим в Ленинграде; первые совместные публикации братьев появились в 1958 году. Член Союза писателей РСФСР с 1964 года. В 1970-е годы также работал с киностудиями Молдавской ССР и Таджикской ССР как сценарист. Выступил одним из соавторов сценария фильма А. Тарковского «Сталкер». В последние десятилетия жизни, не оставляя сотворчества с братом Борисом, создал три самостоятельных произведения: сказку «Экспедиция в преисподнюю» (1974—1984), рассказ «Подробности жизни Никиты Воронцова» (1984) и повесть «Дьявол среди людей» (опубликована посмертно в 1993 году). С конца 1950-х годов занимался переводами классической и современной японской литературы (в частности, Уэды Акинари, Акутагавы Рюноскэ, Абэ Кобо), средневекового романа «Сказание о Ёсицунэ», а также англоязычной фантастики (Андрэ Нортон, Хола Клемента, Айзека Азимова и некоторых других). Ряд произведений и переводов опубликованы под псевдонимами С. Бережков или С. Ярославцев.
Аркадий Стругацкий входил в редколлегии различных сборников и периодических изданий: «Мир приключений», «Библиотека современной фантастики», «Знание — сила», с 1985 года — «Уральский следопыт». Возглавлял методический совет по работе с КЛФ при Всесоюзном обществе книголюбов, был членом Всесоюзного Совета КЛФ, а впоследствии и его председателем. Избирался на разные должности в секции прозы Московского отделения СП РСФСР, Совете по научно-фантастической и приключенческой литературе СП РСФСР, Совете по фантастике и приключениям СП СССР. Вместе с Борисом Стругацким был лауреатом многих российских и зарубежных литературных премий.

## Биография

### Становление (1925—1942)

#### До войны: детство и отрочество
Аркадий Натанович Стругацкий появился на свет 28 августа 1925 года в Батуме, где его отец Натан Залманович Стругацкий работал редактором недолго просуществовавшей газеты «Трудовой Аджаристан». Мать Аркадия Александра Ивановна Литвинчева (1901 года рождения) была дочерью прасола из Середина-Буды. По воспоминаниям её младшего сына Бориса: «Дед наш, Иван Павлович, мужик крутой и твердокаменных убеждений, проклял свою любимицу, младшенькую Сашеньку, самым страшным проклятием [из-за того, что она вышла замуж за еврея]. <…> В 1925-м… в Батуме родился Аркадий. Мать написала отцу своему покаянное письмо, дед велел приехать, встретил сурово, но, увидев внучонка, растаял и снял родительское проклятие». Имя ему дали в честь павшего в революционных боях дяди Арона (именуемого в обиходе Аркадием). Борис Стругацкий утверждал, что молодой Аркадий очень походил на дядю внешне. В 1926 году семья переехала в Ленинград: Натан Залманович работал в органах печати и цензуры, Стругацкие с тех пор обитали на проспекте К. Маркса, в доме № 4, в коммунальной квартире номер 16. Александра Ивановна даже добилась разрешения отделиться, и Стругацкие несколько лет до войны располагали отдельной двухкомнатной квартирой. Именно здесь 15 апреля 1933 года, через семь лет, семь месяцев и восемнадцать дней после Аркадия родился младший сын Стругацких, названный Борисом. По воспоминаниям родных, Натан Залманович Стругацкий был непрактичен, беспомощен в быту, мало зарабатывал; супруга утверждала, что он хотел стать писателем. Его работа в цензуре и учреждениях культуры компенсировалась «книжным пайком» («любая выходившая тогда в Питере худлитература — бесплатно»), из которого составилась большая домашняя библиотека, занимавшая два шкафа:

О, какие это были замечательные книги! Дюма, Сервантес, Верхарн, Андре Жид, Мериме, Пьер Мак-Орлан… Издательства: «Academia», «Круг», «Всемирная библиотека».
По воспоминаниям самого Аркадия Стругацкого, к литературе, в том числе фантастической, его приохотил отец, рассказывая ему в детстве «бесконечный роман, созданный им самим по сюжетам книг Майна Рида, Жюля Верна, Фенимора Купера». Попытки писать фантастическую прозу старший из братьев Стругацких предпринимал ещё в конце 1930-х годов (по свидетельству Б. Н. Стругацкого, это была повесть «Находка майора Ковалёва», переписанная в школьных тетрадках). Подобного рода сюжеты сочинялись изустно и проговаривались вместе с другом и соседом по лестничной клетке Игорем Ашмариным. По оценке Михаила Шавшина, личность Ашмарина, по-видимому, оказала большое влияние на жизнь старшего из братьев, ибо он выступал прототипом для персонажей многих литературных произведений. Иногда до «литературного пиршества» допускался и младший брат Борис. Аркадий в школьные годы демонстрировал большие способности и собирался стать астрономом, строил самодельные телескопы и получил в Доме занимательной науки задание обработать статистику солнечных пятен.

#### Блокада, эвакуация
В июле 1941 года Аркадий с отцом добровольцами пошли в ополчение, участвовали в боях на Московском шоссе в районе Пулковских высот. Выживание семьи Стругацких в осаждённом Ленинграде документировано дневниками Н. З. и А. Н. Стругацких. Жизнь семье спасла тогда привычка Александры Ивановны запасать дрова не осенью, а весной, что позволило отапливать кухню и комнату Аркадия. Мясную пищу обеспечивали кошки, которых ловили и разделывали Натан Залманович и Аркадий. Мать Александра Ивановна вспоминала впоследствии, что «Аркадий, как одержимый, читал поваренную книгу, составлял меню, скрежетал зубами… Отец запрещал ему это, потом однажды больно ударил и вырвал из рук его книгу… (Я заплакала.) Отец боялся, что он может сойти с ума…» В собственном дневнике Аркадия 25 декабря 1941 года отмечены планы на изучение математики и теоретической астрономии, и к ним добавлено «нелегальное… дело: „Кулинария“. Ему я буду ежедневно уделять часок времени». Ещё функционировала школа, в дневнике упоминается, что в тот день прошло три урока; фиксируются и смерти одноклассников от голода и болезней. Натан Стругацкий записал в дневнике 2 января 1942 года: «Арк тащил из шкапа припрятанные для Бори печенье, сухарь и конфетку — гадость, презрение! Стыдится и испуган». Во второй половине января представилась возможность отправить семью в Мелекесс с последней партией эвакуируемых сотрудников и фондов Публичной библиотеки. Сразу отправиться по ряду причин не удалось, далее на семейном совете было решено разделиться: Борис и Александра могли не перенести эвакуации, вдобавок матери приходилось каждый день ходить на работу за пять километров (городской транспорт встал). Отъезд Н. З. Стругацкого и Аркадия состоялся 29 января; как рассказал матери 8-летний Борис, Аркадий тащил отца на себе. Далее о судьбе мужа и старшего сына ей ничего не было известно до получения телеграммы 17 мая: «Стругацкий Мелекесс не прибыл».
В первом из дошедших в Ленинград писем Аркадия Стругацкого говорилось: «В день отправки отец заболел. Приехали в Вологду мы 7/II. Отец к этому времени был уже в ужасном состоянии, да и я не лучше». В письме, пришедшем 1 августа, сообщалось: «На другой день мне сообщили о смерти отца. Весть эту я принял глубоко равнодушно и только через неделю впервые заплакал, кусая подушку». Из-за тяжёлых заболеваний (пневмония и поражение желудочно-кишечного тракта) Аркадий пролежал в больнице до 20 апреля; за это время было расхищено всё его имущество, кроме носильной одежды. Четыре недели последующей жизни Аркадия не документированы, и сам он никогда о них не вспоминал; получив эвакуационное удостоверение, 12 мая он первым попавшимся эшелоном отправился в Чкалов. Эвакуант был распределён в село Ташла в совхоз имени Калинина, где Стругацкого как окончившего девять классов средней школы поставили заведовать сепараторным пунктом и приёмом мясо-молочных продуктов у населения. Аркадий остановился у Клавдии Соловьёвой («очень добрая женщина, кормит меня и даже немножко одевает») в доме № 111 по Советской улице. В августе к нему присоединились мать Александра Ивановна и брат Борис, эвакуировавшиеся из Ленинграда.

### Военный институт иностранных языков (1943—1949)
Приказом от 28 января 1943 года Аркадий Стругацкий был призван в Рабоче-крестьянскую Красную армию, на маслопункте осталась работать Александра Ивановна. Далее Аркадия отправили во 2-е Бердичевское пехотное училище, дислоцированное тогда в эвакуации в Актюбинске. Сохранилась апрельская переписка с матерью и братом, в которой упоминается голод («Если можно, пришли мне посылку с сухарями — обыкновенными чёрными сухарями, хотя я и не особенно нуждаюсь») и расхищенная на почте посылка с тёплыми вещами. Приблизительно в конце весны или начале лета курсант Стругацкий прошёл вступительное собеседование в Военный институт иностранных языков Красной Армии (ВИИЯКА); обстоятельства, при которых он обратил на себя внимание приёмной комиссии, не вполне ясны. В середине июня он отбыл в Ставрополь-на-Волге, где располагался востоковедческий факультет (Аркадия распределили на японское направление), а осенью институт реэвакуировали в Москву, где проживали родственники Александры Ивановны. В переписке Аркадий благодарил мать за денежные переводы и присланные сливочное масло и брынзу, отчитываясь в получении отличных оценок по английскому и разговорному японскому языкам. Впрочем, в письме брату Борису от 22 августа 1944 года сообщается: «Не думай, что если я получил тройку, то это означает моё падение». Вместе с Аркадием Стругацким в ВИИЯКА учились будущий поэт Михаил Анчаров (отношения с которым, впрочем, не сложились), переводчица Тамара Захарова (в замужестве Редько), китаист Дмитрий Воскресенский и дочь востоковеда Елена Ошанина, ставшая через десять лет женой самого Аркадия. Обучение сопровождалось военной службой: курсанты ходили в уличных патрулях, участвовали в первомайском параде 1945 года и стояли в почётном карауле при похоронах маршала Шапошникова.
В письме матери и брату от 7 мая 1945 года содержится следующая сентенция:

Когда у меня голова начинает пухнуть от иерошек, я пишу фантастический роман… Может, в далёком будущем будет кусок хлеба. Смеюсь, конечно.
В переписке второй половины 1945 года Аркадий хвалился успехами, войдя в тройку лучших по успеваемости студентов сектора, рассчитывая также попасть на войну с Японией. Последствия блокадно-эвакуационных голодовок проявлялись в сильнейших невралгиях и плохом состоянии зубов. 4 октября упоминается «первый литературный опыт» — перевод фантастического рассказа с английского языка. В начале 1946 года студентов-третьекурсников распределяли на практику, в результате возник скандал, причиной которого могло быть или сокрытие факта, что дядя Аркадия был репрессирован в 1937 году («…за плечами груз, тени предков»), или смена имени: в паспорте и военно-учётной карточке 1942 года Стругацкий значится как «Аркадий Николаевич». В апреле — сентябре 1946 года А. Н. Стругацкий, получивший выговор по комсомольской линии, находился в Казани, где работал переводчиком на следствии при подготовке Токийского процесса во внутренней тюрьме МГБ на улице Дзержинского. В переписке с братом и матерью Аркадий упоминал, что много и тяжело работает, находится на хорошем счету у начальства, которое предложило перейти в «органы». В Казани лейтенант Стругацкий не задержался: «Со мной по пьянке произошла небольшая катастрофа — хожу сейчас прихрамывая и с завязанным глазом, но всё уже проходит». С октября 1946 года после увеличения срока обучения в ВИИЯКА Аркадий Стругацкий вернулся на студенческую скамью; до зимы 1948 года он квартировал у матери своего друга и сослуживца Бориса Петрова.
В декабре 1948 года на танцах Аркадий познакомился со студенткой пединститута имени Ленина Инной Сергеевной Шершовой, дочерью профессора МЭИ и ответственного партработника, которая жила на той же улице Волочаевской, где располагался ВИИЯКА. С нового, 1949 года Аркадий переехал в коммунальную квартиру к невесте. Свадьба прошла в августе после успешной сдачи государственных экзаменов (специальность «офицер-переводчик с японского и английского языков»), после чего полагался довольно большой отпуск перед распределением. Торжество проводили скромно на госдаче на станции Удельная; приезжала Александра Ивановна, но без Бориса. Молодожёны успели погостить и в Ленинграде, а далее Аркадий был направлен преподавателем Канской офицерской школы военных переводчиков (ШВП). Несмотря на желание Инны сопровождать мужа, отец не позволил ей этого. Незадолго до отъезда Аркадия Инна забеременела, не сообщив об этом (переписка между мужем и женой была краткой и редкой), и потеряла ребёнка, упав зимой на гололёде. Когда всё открылось (во время летнего отпуска 1950 года), это сразу ухудшило отношения супругов.

### Сибирь и Дальний Восток (1950—1955)
Существуют две версии причин назначения А. Н. Стругацкого в Канск. Согласно первой, это был вариант ссылки (связанный с его недисциплинированностью в институте или «борьбой с космополитизмом»). Вторая версия, разделяемая биографом А. Скаландисом и исследователями С. Бондаренко и В. Курильским, заключается в том, что в Канск направляли наиболее талантливых и лояльных офицеров, так как на отдалённом объекте готовили специалистов ГРУ. В переписке с братом множество подробностей о тяжёлом быте и научной работе, но нет жалоб на окружающую действительность. Лейтенанта Стругацкого определили в бригаду по благоустройству города, которая проводила агитационную работу, предлагая обывателям рыть водосточные канавы. В письме брату Борису от 4 июня 1950 года это описано следующим образом:

Хозяин выходит и тупо рассматривает нас из-под ладони, поставленной козырьком. <…> Он чешется, мнётся, затем выдавливает из себя: «Оно отчего ж и не покопать, только пущай соседи сперва покопают, а тогда уж и я посмотрю». <…> Тогда один из нас вкрадчивым голосом спрашивает, не привлекался ли хозяин к уголовной ответственности в своё время и, вообще, что это за манера уклоняться от постановлений Советской власти. Так как в подавляющем большинстве население правобережного Кана уже имело в своё время знакомство с нашими карательными органами и так как насчёт Советской власти у всех у них рыльце в пушку — уголовники, дерьмо, ссыльные кулаки, — то хозяин поспешно заявляет, что так вопрос ставить не стоит и что раза два взмахнуть лопатой для него ничего не составит.

Сволочьё! Воспитывай таких вот мерзавцев.
Отношения Аркадия с Инной неуклонно ухудшались: в Ленинград в зимний отпуск 1951 года они приезжали порознь и мало общались друг с другом. По утверждениям А. Стругацкого, он отправил супруге примерно две сотни писем, из которых сохранились семь. В сентябре 1951 года Инна Сергеевна отправилась в Канск, но провела там совсем немного времени; разрыв стал неизбежен. 22 ноября 1951 года датированы письма жене и брату Борису, из которых ясна деморализация Аркадия, не видящего перспективы в жизни, а также упоминаются «приступы буйного пьянства». Из-за романа с Еленой Ошаниной (она сопровождала мужа — китаиста Д. Воскресенского, оставив в Москве полугодовалую дочь Наталью) на суде офицерской чести (он же заседание парткома ШВП) 17 января 1952 года Аркадий Стругацкий был исключён из рядов ВЛКСМ «за морально-бытовое разложение». Приказом от 7 июня 1952 года старшего лейтенанта Стругацкого направили в распоряжение командующего войсками Дальневосточного военного округа. Политолог Ю. Черняховская отмечала, что данный перевод нельзя рассматривать как наказание: переводчика отправляли в разведотдел приграничной дивизии на Камчатку. А. Стругацкий работал с секретными документами, в том числе данными радиоперехвата на японском и английском языках, переводил материалы открытой печати, представлявшие интерес для разведорганов. Приходилось ему участвовать и в спецоперациях, о которых в письмах родным говорится лишь намёками.
На Камчатке у Аркадия сразу же сложились отношения с сослуживцами. Через десять дней после прибытия в Петропавловск-Камчатский, 9 и 10 августа 1952 года группа из шестнадцати офицеров с участием Стругацкого (а также начальника топографической службы, замначальника штаба по физподготовке и других) совершила восхождение на Авачинскую сопку. Этот эпизод через восемь лет документально будет воспроизведён в повести «Извне». В частной жизни назревали большие перемены: в письме брату 5 марта 1953 года упоминается полученное от Инны послание («необыкновенно большое, тёплое, почти дружеское») с просьбой на согласие о разводе. Пришло и письмо от Е. Ошаниной, по выражению Аркадия, «в духе одной замечательной вещи Цвейга».
В июне — июле 1953 года в переписке с родными Аркадий Стругацкий выражал желание расстаться с военной службой и впервые подал рапорт начальству об увольнении, оставшийся без ответа. Весной 1954 года в Петропавловск в штаб 137-го стрелкового корпуса приехала Е. Ошанина (тогда ещё Воскресенская, ибо она получила формальный развод уже после рождения их с Аркадием дочери). Свадьбу сыграли неформально: Елена Ильинична была вписана как супруга в военный билет Аркадия Натановича, что отметили с сослуживцами в ресторане АКО «Восход». Летом 1954 года Стругацкого перевели в 172-й отдельный радиопеленгаторный центр ОСНАЗ в Хабаровске, но с осени он опять числился в рядовой воинской части. Жили семейно: Елена Ильинична привезла из Москвы дочь Наталью Воскресенскую и оформилась на воинскую службу. Прошение об увольнении в запас было удовлетворено, приказ вышел 9 мая 1955 года.

### Редактор (1956—1964)
Весной 1955 года супруги Стругацкие переехали из Хабаровска в Ленинград, где Аркадий Натанович никак не мог найти постоянного места. Некоторое время он работал переводчиком-референтом в проектном Институте целлюлозно-бумажной промышленности и по уговорам жены после ноябрьских праздников перебрался в столицу к тестю И. М. Ошанину в квартиру № 86 дома 14 на Бережковской набережной. Супруги на долгие годы обосновались в кабинете хозяина дома за ширмой, рабочий стол Аркадию поставили напротив Ильи Михайловича. Свидетельство о браке было выдано А. Н. Стругацкому и Е. И. Воскресенской 22 декабря 1955 года одновременно со свидетельством о рождении дочери Марии, — через восемь месяцев после появления её на свет (30 апреля). Отец устроил Елену редактором в Воениздат, Аркадий при помощи сослуживцев — выпускников ВИИЯКА — на три месяца устроился по договору в ИНИ редактором «Реферативного журнала». В письме матери и брату от 19 ноября 1955 года он хвалился, что получил оклад 1350 рублей — почти вдвое больший, чем в среднем по стране (но в два раза меньший, чем денежное довольствие военнослужащего). Из переписки 1956 года следует, что братья серьёзно занялись совместным написанием повести «Страна багровых туч» (пока что пересылая друг другу намётки, планы и написанные фрагменты текста) и работой над японско-русским математическим словарём. В 1957 году Елена Ильинична перешла в штат Государственного издательства иностранных и национальных словарей, а сам Аркадий закончил подготовку книжного издания повести «Пепел Бикини», написанной в Хабаровске. Так началось его сотрудничество с «Детгизом». Вскоре он перешёл в штат Гослитиздата и начал активное встраивание в литературный мир Москвы. Впрочем, уже в 1958 году, не сработавшись с руководством Гослитиздата, Аркадий Стругацкий стал хлопотать о переходе в «Детгиз», на первых порах безрезультатно.
Литературный мир Москвы того времени формировался в рамках «салонов» — неформальных объединений, участники которых имели возможность влиять на издательскую политику. Аркадий Стругацкий вошёл в салон переводчицы Веры Марковой, в котором завязал контакты в среде писателей старшего поколения. Именно в этом салоне состоялось знакомство с Иваном Ефремовым. В кругу знакомых Аркадия Натановича рубежа 1950—1960-х годов — выпускники ВИИЯКА Михаил Малышев, Владимир Быков, Леонид Черкасский, Павел Лин, Анатолий Рябкин, Лев Лобачёв; актёр Эмиль Левин, переводчики Виктор Хинкис и Рахим Зея Харун-эль-Каири, журналисты-международники Генрих Боровик и Юлиан Ляндрес. Благодаря тестю Стругацкий получил протекцию у академика Н. И. Конрада и писателя И. Эренбурга (последний даже предоставил Аркадию французский перевод Нома Хироси). Как утверждал биограф Ант Скаландис, для Аркадия Стругацкого очень прозрачной была грань между друзьями и знакомыми. В разные периоды жизни круг близких людей составлял от полудюжины до дюжины персон, общение с которыми было неотделимо от выпивки; их состав полностью обновлялся примерно за десятилетие. Друзьями в подлинном смысле оставались только супруга и брат.
В 1959 году Аркадий Стругацкий вступил в Союз журналистов, членство в котором требовало наличия профессии, связанной с прессой. Процесс перехода в «Детгиз» продолжался, хотя связей с редакцией восточной литературы Гослитиздата Аркадий Натанович не терял до начала 1980-х годов и периодически работал по договору. Дневник за этот год прерывается 3 июля, в нём содержится значительно меньше записей об англоязычной фантастике. Редакторская работа становилась сложнее: в 1960 году Аркадий Стругацкий фактически заново написал повесть «Мир иной» недавно скончавшегося Г. Гребнева. Тяжело больной писатель успел создать только разрозненные сюжетные планы и отдельные наброски. Издательство выплатило автору полную сумму гонорара и должно было принять рукопись в срок. В выходных данных А. Н. Стругацкий значился как редактор, хотя фактически должен был именоваться соавтором. Также Аркадий Натанович настоял на том, чтобы принять в производство дебютную повесть Евгения Войскунского и Исая Лукодьянова «Экипаж „Меконга“», хотя ему было поручено написать разгромную рецензию и отказ. Частная жизнь шла своим чередом — впрочем, в дневнике неоднократно упоминались ссоры с супругой (в том числе из-за чрезмерно частых выпивок), раздражённые сентенции, что Аркадию «надоело быть приймаком», однако в 1961 году он отказался от идеи вступления в жилищно-строительный кооператив, где ему предлагали квартиру по цене 220 деноминированных рублей за квадратный метр. Из-за резкого ухудшения отношений СССР и США 30 сентября 1961 года офицер-переводчик лейтенант запаса Стругацкий был призван на военные сборы на казарменном положении (с размещением в Лефортовских казармах), продлившиеся 12 недель. Этот период его жизни обстоятельно описан в дневнике, включая отвратительное качество еды, многочисленные политзанятия, распределение курсантов по нарядам. В дневнике есть и записи по поводу XXII съезда КПСС со следующей сентенцией: «Что за наивное бесстыдство: порицать и предавать анафеме культ личности и одновременно превозносить „лично Никиту Сергеевича“?»
Чрезвычайно насыщенным оказался 1962 год: одновременно готовились к печати три повести Стругацких «Возвращение», «Стажёры» и «Попытка к бегству», а также перевод повести Акутагавы «В стране водяных», единолично выполненный А. Стругацким. Елена Ильинична, уйдя из словарного издательства, попыталась устроиться по линии КГБ экскурсоводом «Интуриста», но выдержала не более полугода. Летом военное начальство планировало направить Аркадия Натановича на воинские сборы на Дальний Восток, но он оказался беспартийным. В августе проходило международное совещание по вопросам научной фантастики, в котором участвовали и Аркадий, и Борис Натановичи. Так началось оформление неформального кружка фантастов, лидерами которого стали Стругацкие и редактор издательства «Молодая гвардия» Ариадна Громова. По окончании семинара Аркадий с Борисом и его ленинградскими друзьями отправились на две недели в Крым (дочь Маша пошла в первый класс 1 сентября без отца). 22 сентября Аркадий Стругацкий в составе писательской бригады «Молодой гвардии» был командирован в Западный Казахстан по маршруту Актюбинск — Уральск — Гурьев. В состав делегации входили редактор Бела Клюева и поэт Джим Патерсон, игравший ребёнком в фильме «Цирк». В октябре без передышки, но уже в сопровождении жены Аркадий Стругацкий побывал в Горьком, где снимался для телевидения. 16 октября Аркадий Натанович подал заявление об увольнении из «Детгиза», получив предварительно трёхмесячный отпуск за свой счёт. В ноябре 1962 года в СССР приезжал Станислав Лем, с которым Стругацкие никогда не встречались втроём (в формате «Стругацкие — Лем»). В воспоминаниях С. Лема приводилась легенда, будто Стругацкие попытались его споить, «но он выдержал испытание с честью»; сам Б. Стругацкий утверждал, что данный эпизод действительно происходил в начале 1960-х, но по отдельности, в московской и ленинградских писательских компаниях. В Москве со С. Лемом общались, кроме Аркадия, Парнов, критик Нудельман и переводчик Брускин.
С мая 1962 года на базе отдела фантастики и приключений «Молодой гвардии» официально офомляется литобъединение, собираемое дважды в месяц. Через этот клуб в ноябре произошло знакомство Аркадия Стругацкого с математиком Юрием Маниным. В число учёных — друзей Аркадия Натановича входил Алексей Вольдемарович Шилейко, ставший через полтора десятилетия одним из прототипов Вечеровского из повести «За миллиард лет до конца света». В течение 1963 года А. Н. Стругацкий был вновь командирован — на этот раз «Молодой гвардией» в Харьков, а весной они с Еленой Ильиничной сделали капитальный ремонт в квартире на Бережковской набережной и купили туда новую обстановку. На даче в Дунино маленькая Мария Стругацкая познакомилась с сыном соседей — Егором Гайдаром, но их отношения начнут развиваться намного позднее. Аркадий и Елена Стругацкие провели лето 1963 года на острове Булли в Латвии; впечатления от Прибалтики стали основой замысла повести «Хищные вещи века». В середине апреля 1964 года Аркадий Натанович Стругацкий окончательно уволился из «Детгиза» и стал профессиональным писателем.

### Писатель (1964—1991)

#### Шестидесятые
Ещё в начале 1961 года от имени обоих братьев Аркадий подал заявление на вступление в Союз писателей. Рекомендателями явились литераторы И. Ефремов, Р. Ким и критик К. Андреев. Дело, однако, сильно затянулось: о неких подвижках сообщалось лишь в письме старшего Стругацкого от 18 октября 1962 года. Одной из главных претензий приёмной комиссии являлось проживание братьев в разных городах, что было достаточным основанием «футболить» авторов из Союза писателей СССР в Союз писателей РСФСР. Наконец 29 января 1964 года на Московской приёмной комиссии (председатель Аркадий Адамов) братья Стругацкие сделались действительными членами Союза писателей РСФСР. Членский билет Борис Натанович получил в июне из рук ответственного секретаря Ленинградской писательской организации А. А. Прокофьева. Аркадий Натанович билета так и не получил чуть ли не до конца года, а в дневнике от 25 февраля 1964 года сообщал, что всё «до того надоело, что даже не радостно».
Помимо собственного с братом литературного творчества, с лета 1964 года А. Н. Стругацкий активно сотрудничал с редакцией фантастики издательства «Мир», для которого писал многочисленные рецензии, а далее единолично или вместе с Б. Н. Стругацким выполнял переводы фантастики с английского языка. Ант Скаландис утверждал: «АН оказался просто находкой для „Мира“ — на все руки мастер — от свободного владения английским до умения детально анализировать любой фантастический текст». Елена Стругацкая с того же времени стала работать секретарём редакции фантастики «Молодой гвардии», заняв место сотрудницы, ушедшей в декретный отпуск. Зимой 1965 года Аркадий и Борис впервые опробовали метод кратких рабочих сессий, проводимых в домах творчества (в этот раз — не в сезон — работа шла в Гаграх). Здесь же — во время работы над «Улиткой на склоне» — впервые соавторы начали вести совместный рабочий дневник. Рабочие встречи в мае и августе соавторы провели в московской квартире, так как все домочадцы пребывали на даче. Между 4 и 10 сентября Аркадий Натанович совершил первую зарубежную поездку — в Прагу на юбилейные мероприятия памяти К. Чапека, на его участии настоял глава советской делегации А. А. Сурков. Никаких непосредственных впечатлений от поездки в архиве писателей не обнаружено, хотя в позднейших воспоминаниях Б. Стругацкий отмечал общение Аркадия с Лемом.
В 1966 году Аркадий Стругацкий взял щенка породистого пуделя по кличке Лель, стоимость которого составила 138 рублей. Его имя получил сенбернар из повести «Дело об убийстве». Лель прожил у Стругацких до конца 1970-х годов, не отличался умом, линял и очень любил периодически сбегать от хозяев. После очередного побега он не вернулся. В том же 1966 году в сборнике «Эллинский секрет» увидели свет «лесные» главы «Улитки на склоне», а братья завершили первый черновик новой повести «Гадкие лебеди». Далее 19—27 декабря Юрий Манин и Аркадий Стругацкий совершили поездку в Новосибирский Академгородок по командировке отдела пропаганды Союза писателей. Стругацкие удостоились приза читательских симпатий за лучшее произведение о научной молодёжи клуба «Под интегралом» (фактически от райкома ВЛКСМ). В течение 1967 года соавторы закончили «Гадких лебедей», «Второе нашествие марсиан», «Сказку о Тройке» и приступили к разработке плана «Обитаемого острова». Поскольку сразу три повести испытывали проблемы с прохождением цензуры, а сами авторы столкнулись с массированной кампанией критики в прессе, в 1968 году, «пробивая» публикации, Стругацкие занимались переводом романа Э. Нортон «Саргассы в космосе». В следующем году братья занимались переводами «Огненного цикла» Хола Клемента, написанием повести «Отель „У Погибшего Альпиниста“» и созданием сценария на её основе, который помог пристроить на «Ленфильме» Алексей Герман. Всё перечисленное резко улучшило ситуацию с финансами; кроме того, состоялась журнальная публикация «Обитаемого острова» и переиздание «Страны багровых туч» в «Библиотеке приключений».
В октябре 1966 года началось общение Аркадия Стругацкого с Владимиром Высоцким, хотя фантаст был равнодушен и к театру, и к авторской песне. Актёр интересовался фантастикой, был вхож в салон Ариадны Громовой, на котором в 1965 году выступал перед С. Лемом. Аркадий Натанович побывал в Театре на Таганке (поклонницей режиссуры Ю. Любимова была Елена Ильинична), а само знакомство с Владимиром Семёновичем произошло на домашнем концерте у Юрия Манина. До 1968 года поэт и писатель встречались в основном у Громовой и Манина, иногда в квартире-клубе Александра и Нелли Евдокимовых. Три года подряд Стругацкого приглашали на дни рождения Высоцкого, в 1968 году подарком была рукопись «Гадких лебедей», позднее украденная у жены поэта Людмилы Абрамовой. Аркадий Натанович даже навещал Владимира Семёновича в клинике неврозов на Шаболовке, где тот лечился от алкоголизма. После развода Высоцкого и Абрамовой Аркадий Стругацкий оказался на стороне Людмилы, и постепенно общение сошло на нет; последняя встреча обоих Стругацких и Высоцкого произошла в ленинградской квартире Бориса Натановича в самом начале 1970 года.

#### Семидесятые
Начало 1970-х годов ознаменовано для Стругацких работой над программными произведениями, которые очень долго не удавалось опубликовать: повестью «Пикник на обочине» и романом «Град обреченный». 6 ноября 1970 года Стругацкие подали заявку на сборник «Неназначенные встречи» (который должен был включать повести «Малыш», «Отель у „Погибшего альпиниста“» и незаконченный «Пикник…»). В тот же день 19-летняя Наталья Воскресенская вышла замуж за студента Эдуарда Фошко, и квартира на Бережковской набережной оказалась чрезмерно перенаселённой, что в буквальном смысле вынудило Аркадия Натановича заняться решением жилищного вопроса. Весенне-летняя переписка с братом 1971 года полна сообщений о «судорожном» зарабатывании денег, главным образом — о написании сценариев и переводах. Аванс за квартиру (3000 рублей) заплатили из денег, взятых взаймы у Ю. Манина, оставшуюся сумму (порядка 20 тысяч рублей) предстояло выплачивать в течение пятнадцати лет. В сентябре — октябре семейство А. Стругацкого месяц отдыхало в литфондовском доме в Гаграх, в компании Н. Коржавина. Аркадий Натанович продолжал писать сценарии, пользуясь коржавинской пишущей машинкой. 25 октября был получен ордер по адресу: проспект Вернадского, дом № 119, квартира 273, пятый подъезд. Из-за номера Аркадий Натанович любил говорить, что живёт на «абсолютном нуле». В дневнике отмечено, что в ленинградской квартире А. И. Стругацкой также был осуществлён капитальный ремонт и проведено паровое отопление. Подготовка к переезду велась в декабре, что осложнялось неработающим лифтом. 16 декабря был заключён договор со студией «Союзмультфильм» на сценарий анимационной ленты «Погоня в космосе» на сумму 3000 рублей.
5 октября 1972 года скончался давний покровитель Стругацких, их собеседник и литературный оппонент И. А. Ефремов. В ноябре 1972 года «Гадкие лебеди» без ведома авторов вышли отдельной книгой в мюнхенском издательстве «Посев» и даже оказались представлены на Франкфуртской книжной ярмарке на одном стенде с книгами А. И. Солженицына, B. C. Гроссмана и Б. Окуджавы, что было доведено до сведения зампреда Госкомиздата Ю. С. Мелентьева. Авторам удалось опубликовать в «Литературной газете» (13 декабря 1972 года, № 50) открытое письмо с категорическим отмежеванием от «провокационной акции» и обличением «образца самого откровенного литературного гангстеризма». Благодаря знакомству с вьетнамистом Марианом Ткачёвым обновился круг общения А. Н. Стругацкого, большую часть которого представляли богемные круги Москвы (включая А. Арканова и Т. Гладкова). Основная часть общения проходила на квартире М. Ткачёва: Елена Ильинична недолюбливала новых знакомых и не пускала их в квартиру на проспекте Вернадского. Дочь Мария в 1973 году успешно поступила в Московский институт инженеров транспорта, где преподавал А. В. Шилейко. 19 сентября 1973 года Аркадий Стругацкий отправился в двухнедельную командировку в Душанбе на киностудию «Таджикфильм». Условия оказались более чем достойные (9000 рублей за сценарий двухсерийного фильма), и 10 декабря А. Н. Стругацкий отбыл в Душанбе, где встречал Новый год; в Москву он возвратился 30 января. Третья поездка в Таджикистан продолжалась с 18 апреля по конец мая.
22 апреля 1974 года был арестован давний друг Бориса Стругацкого Михаил Хейфец, которому инкриминировали статью 70 УК РСФСР (антисоветская агитация и пропаганда). Свидетелями по делу (о распространении Хейфецем собственной статьи «Иосиф Бродский и наше поколение» — предисловия к так называемому «марамзинскому собранию» сочинений Бродского) проходил Борис Натанович с женой Аделаидой Андреевной. В рабочем дневнике Стругацких 25 июня 1974 года помечено лапидарным одностишием: «Б. был <в> ГБ». В дневнике Аркадия Стругацкого времени пребывания в комаровском доме творчества 11 сентября указано: «Пропало два дня из-за суда над Хейфецем», а далее отмечены слухи о «ленинградской писательской группировке», ходившие в Москве (23 сентября). Никаких последствий для писателей и лично Бориса Натановича это дело в итоге не имело. В то время Стругацкие работали сразу над тремя произведениями: сценарием и повестью «Парень из преисподней», повестью «За миллиард лет до конца света» и романом «Град обреченный». В это же время на квартире Аркадия складывается круг писателей-фантастов и критиков, противопоставляющих себя новому руководству редакции фантастики «Молодой гвардии»: Кир Булычёв, Всеволод Ревич, Александр Мирер, Михаил Ковальчук, Владимир Гопман, Виталий Бабенко. В январе 1975 года Аркадий Натанович ощущал приступы сердечной болезни и встал на учёт в 52-ю больницу, где постоянным пациентом был его тесть. Лечащим врачом и близким другом Стругацкого до конца жизни стал Юрий Иосифович Черняков. В ноябре — декабре А. Н. Стругацкий и переводчик-вьетнамист М. Ткачёв работали на агитпоезде, направленном Союзом писателей на Дальний Восток навстречу XXV съезду КПСС (Ткачёв и Стругацкий присоединились к бригаде в Чите, куда летели самолётом за счёт Союза). Из Владивостока Стругацкий и Ткачёв на борту сухогруза ходили до Петропавловска-Камчатского, откуда вернулись в Москву самолётом.
Очень много сил в 1976 году заняло сотрудничество с Андреем Тарковским по фильму «Сталкер», для которого обоим братьям постоянно приходилось переписывать сценарий. В конце концов писатели и режиссёр поссорились, преимущественно на денежной почве. Перед VI съездом советских писателей (21—25 июня 1976) возникла скандальная история с письмом, в котором Стругацкие якобы угрожали эмигрировать на Запад, если не выйдет в свет их сборник «Неназначенные встречи». 14 июня 1979 года московской писательской организацией было принято решение организовать постоянный семинар молодых писателей-фантастов по образцу успешно работавшего в Ленинграде семинара Бориса Стругацкого.
В 1978 году Аркадий Натанович и Елена Ильинична совершили поездку в Болгарию (супруга А. Н. при смене паспорта официально поменяла фамилию на Стругацкую). Тогда же дочь Мария вышла замуж, но брак продержался меньше года. Ещё в октябре 1976 года Александра Ивановна Стругацкая пережила микроинсульт. Мать братьев Стругацких была госпитализирована 6 сентября 1979 года и скончалась рано утром 18-го числа. Похороны прошли на Южном кладбище 20 сентября. Вопросами похорон, разбора имущества и реализации библиотеки пришлось заниматься Борису Натановичу. Скопившуюся коллекцию изданий с автографами и посвящениями матери Борис решил отдать Аркадию. После рождения внука Елена Ильинична уволилась из синологического отдела ИНИОН, полностью посвятив себя дому. С 8 по 20 августа 1979 года А. Н. Стругацкий был госпитализирован с тяжёлым приступом мерцательной аритмии.

#### Последнее десятилетие
В течение 1981 года Борис Стругацкий разрабатывал идею переезда семьи Аркадия в Ленинград и даже подобрал вариант обмена квартиры, более просторной, чем московская. К тому времени состояние здоровья обоих братьев (Борис пережил в феврале инфаркт) делало совместные рабочие встречи всё более тяжёлыми. В конце концов в письме 22 июня 1981 года Аркадий окончательно отказался от этой затеи: «…контейнеры, упаковки, да там ещё ремонт, да здесь ещё бумаги грязные всякие, и жаждущие хари… Нет, не судьба». Ранее, 24 апреля А. Н. Стругацкий отправился в Свердловск на первый советский фантастический конвент «Аэлита», на котором братья вместе с А. Казанцевым разделили высшую награду. Ещё одна длительная поездка состоялась в августе — сентябре 1981 года: на Тихоокеанский международный семинар в Находке, на который А. Н. Стругацкий официально был командирован от общества «Знание» и при этом посетил несколько научных баз на Курильских островах. Его сопровождала супруга и чета Миреров. 5 сентября 1982 года скончался тесть И. Ошанин, что сказалось на тональности разрабатываемой повести «Хромая судьба», совместная работа над которой началась в октябре. С того же года оба Стругацких регулярно посещали семинар по кинофантастике в Репине. В первой половине 1980-х годов резко улучшилось материальное положение Стругацких: периферийные издательства выпускали их книги массовыми тиражами, резко возросло количество зарубежных изданий, которые оплачивались чеками Внешпосылторга, что позволило Аркадию Натановичу приобрести ещё в 1985 году видеомагнитофон.
В марте 1985 года в больницу попала Елена Ильинична, операция по удалению доброкачественной опухоли прошла успешно. 25 августа Мария Аркадьевна Стругацкая вышла замуж за Егора Тимуровича Гайдара, однако Аркадий Натанович к тому времени отбыл в Армению, где до 15 сентября пребывал в Доме композитора в Дилижане, проигнорировав награды и поздравления с 60-летием (поздравительный адрес в «Литературной газете» вышел тогда с трёхмесячным опозданием). 21 марта 1986 года А. Н. Стругацкий читал программный доклад на пленуме Совета по приключенческой и научно-фантастической литературе правления СП СССР, которым окончательно оформился конфликт «четвёртой волны» со «школой Ефремова». Летом 1987 года через Союз писателей на имя Аркадия и Бориса Стругацких пришло приглашение от оргкомитета 45-го международного фестиваля фантастов Worldcon-87, проводимого в Брайтоне. Стругацкие вылетели 24 августа из Москвы, стоимость билета в оба конца (указанная Борисом Натановичем) составила 1114 рублей. После прибытия на фестиваль Борис Стругацкий фиксировал в дневнике, что почти не понимает сказанного, тогда как «Арк треплется очень бодро». В Англии писатели познакомились со своими европейскими коллегами Брайаном Олдиссом и Гарри Гаррисоном. Получив премию «За независимость мысли», авторы вернулись на родину 2 сентября.
В период 1988—1989 годов А. Н. Стругацкий сохранил высокую степень общественной активности. В марте 1988 года он выступал на Всесоюзной конференции клубов любителей фантастики в Киеве, где был избран председателем Всесоюзного совета КЛФ. В мае того же года его чествовали на фестивале «Аэлита»; в сентябре 1989 года в Коблево он выступал на первом и последнем международном слёте фантастов социалистических стран «Соцкон». Тем не менее во время бурных общественных процессов в СССР Аркадий Стругацкий ощутил первые симптомы болезни, выражавшиеся в упадке сил и апатии. 13 октября 1989 года в АПН прошла встреча А. Стругацкого с Кэндзабуро Оэ, посетившим тогда Советский Союз. В начале 1990 года у дочери Натальи (в замужестве Фошко) открылась тяжёлая сердечная болезнь. Требовалась операция, которых не делали тогда в СССР. Ситуацию спас западногерманский режиссёр Петер Фляйшман, предложивший Стругацкому контракт на продвижение фильма «Трудно быть богом». Гонорар совпадал с объявленной стоимостью лечения. Премьера фильма и успешная операция прошли в Мюнхене в январе — феврале 1990 года. 2 марта 1990 года в дневнике Аркадия отмечено, что они с Борисом закончили пьесу «Жиды города Питера»: брат приехал из Ленинграда с женой Аделаидой, что вызвало язвительный комментарий «две пары старцев в двухкомнатной квартире». 9 марта в дневнике впервые записано, что Аркадий не хочет встречаться с Борисом. Дневниковые записи полны упоминаний об усталости и утомляемости, в апреле Аркадий Натанович стал ходить с тростью, подаренной Фляйшманом. Впрочем, на дому старшего Стругацкого постоянно посещали советские и зарубежные интеллектуалы, включая Дарко Сувина, Наума Коржавина и Юлия Кагарлицкого.
Во время рабочей встречи 23—27 октября 1990 года братья Стругацкие обсуждали сюжет и написанный Аркадием текст повести «Бич божий», из фабулы которой в дальнейшем возникнут «Дьявол среди людей» и «Поиск предназначения», завершённые братьями поодиночке. Впрочем, наметившийся раскол не помешал рабочей встрече в ноябре, судя по дневникам, вполне конструктивной. С 1 по 10 декабря проходил семинар по кинофантастике в Репино (последний в СССР), и, как оказалось, это была последняя поездка А. Н. Стругацкого вообще. В дневнике отмечено, что соединить замыслы Бориса и Аркадия по «Бичу божьему», по-видимому, невозможно и окончательный текст придётся делать самому (запись от 16 декабря). 8 января 1991 года до Аркадия Натановича дозвонился Лев Дуров, который получил право первой постановки «Жидов города Питера» в театре на Бронной. 19 января к окончанию рабочей встречи произошла тяжёлая ссора Аркадия и Бориса Стругацких, которые больше не встречались лично, только несколько раз созванивались. В марте Аркадий Натанович выбрался в Центральный дом литераторов на последний пленум Совета по фантастике и в дальнейшем отклонял любые предложения. В дневнике ещё с ноября 1990 года содержатся жалобы на то, что «ноги совсем не держат», из-за чего Аркадий Натанович мог месяцами не покидать квартиры. В дневнике практически ежедневно упоминаются возлияния и огромные количества закупаемого по коммерческим ценам алкоголя. 14 мая упомянуто, что Елена Ильинична «стала много пить в одиночку». 12 июня супруги голосовали на первых выборах президента РСФСР и мэра Москвы («за Ельцина и Попова»). С 31 июля в дневнике фиксируются сильнейшие печёночные колики; курс уколов был закончен 5 августа: Ю. Черняков запретил Аркадию Стругацкому употреблять алкоголь до его дня рождения через три недели. 13 августа зафиксирован звонок от Бориса Стругацкого, который традиционно проводил отпуск в Прибалтике («…русских уважают. Насчёт столкновений — только слухи там»).
Сильный приступ болей в печени произошёл 19 августа, в день начала путча. 24 августа в дневнике обозначено: «Уколы по 2 раза в день, <…>, диета. Всё опротивело, хочется напиться и сдохнуть». Последняя запись в дневнике датирована 15 сентября, когда Стругацкие собирались в сберкассу. Резкое ухудшение состояния Аркадия Стругацкого наступило к октябрю; дочь Мария, вместе с мужем Е. Гайдаром находившаяся в Нидерландах, успела приехать в Москву 11 октября: Гайдар был приглашён в российское правительство. Аркадий Стругацкий к тому времени уже не вставал и не говорил.
Аркадий Стругацкий скончался в своей квартире в 13 часов 50 минут 12 октября 1991 года от рака печени. Диагноз был установлен при вскрытии. Некрологи разместили множество изданий, в том числе «Уральский следопыт»; статью в «Литературной газете» подписали А. Адамович, А. Ананьев, В. Арро, Г. Бакланов, А. Вознесенский, Е. Евтушенко, Б. Окуджава, А. Приставкин, Т. Пулатов. По завещанию тело А. Н. Стругацкого было кремировано; 6 декабря 1991 года прах писателя был развеян над Рязанским шоссе с вертолёта в присутствии шести свидетелей. Борис Стругацкий был на церемонии прощания (16 октября 1991 года) и больше никогда не приезжал в Москву. Елена Ильинична Стругацкая потеряла волю к жизни; по утверждению дочери Марии, она боялась оставить мать одну. Весной 1993 года Гайдары переехали в новую квартиру, в которой Е. И. Стругацкая 24 марта скоропостижно скончалась от инсульта. Тело её было кремировано, и прах развеян.

## Творчество

### Первые литературные эксперименты
Самым ранним из сохранившихся произведений А. Н. Стругацкого стал рассказ «Как погиб Канг», написанный в апреле — мае 1946 года. Курсант-переводчик писал младшему брату, что на него сильное впечатление произвёл рассказ А. Казанцева «Взрыв» и это побуждает, «используя минутки свободного времени, катануть что-нибудь подобное». Исследователь А. В. Снигирёв предполагал, что претекстом явился рассказ Герберта Уэллса «Пираты морских глубин». По мнению А. Скаландиса, «…рассказ [«Как погиб Канг»] весьма наивный, ученический, но уже вполне сделанный, грамотный, легко читаемый…». Тематика его — «рывок к свободе, к свету, за пределы опостылевшего мрачного мира» — определяла творчество Стругацких много десятилетий спустя.
На новый уровень литературные занятия Аркадия Стругацкого вышли во время службы на Камчатке. В переписке братьев Аркадия и Бориса Стругацких не единожды упоминались замыслы крупных по форме научно-фантастических произведений. Аркадий 4 августа 1951 года даже предлагал обратиться за советом к Ивану Ефремову. В письме 24 октября 1952 года упоминается замысел под названием «Берег Горячих Туманов», сопряжённый с «новой теорией происхождения залежей радиоактивных руд. По этой теории наибольшее их количество должно оказаться на Меркурии». Серьёзным стимулом к занятиям научно-фантастической беллетристикой для А. Н. Стругацкого стало сильнейшее цунами, опустошившее Курильские острова осенью 1952 года; военному переводчику Стругацкому пришлось принимать участие в ликвидации последствий катастрофы. Это обеспечило начинающего писателя новыми впечатлениями, одновременно писание текстов было средством психологической защиты. В письме от 10 декабря 1952 года упоминается дальнейшая разработка замысла «Берега Горячих Туманов», тогда же появилось название «Страна багровых туч», связанное с природными условиями на планете Венера, и это первое упоминание о данной планете в творчестве Стругацких. В письме 5 марта 1953 года говорится:

Конечно, теоретически можно себе представить этакий научно-фантастический вариант «Далеко от Москвы», где вместо начальника строительства будет военно-административный диктатор Советских районов Венеры, вместо Адуна — Берег Багровых Туч, вместо Тайсина — нефтеносного острова — «Урановая Голконда», вместо нефтепровода — что-нибудь, добывающее уран и отправляющее его на Землю. Это — теоретически. Четыре раза пытался я начать такую книгу, написал уже целых полторы главы — это, если считать только основательные попытки. И каждый раз я спотыкался и в отчаянии бросал перо.
В этом же письме Аркадий Стругацкий утверждал, что «я …могу себе представить людей в таких условиях, их быт, нравы, выпивки, мелкие ссоры и большие радости…, мне просто было бы достаточно описать людей, окружающих меня сейчас». В письме от 1 апреля Аркадий Натанович в иронической форме предписывал «Учредить специальную общую тетрадь для занесения… опусов, как бы малы и незначительны они ни были». По сообщениям обоих братьев Стругацких, дальнейшая судьба замысла «Страны багровых туч» была решена в результате пари. В реконструкции биографа Анта Скаландиса, осенью 1954 года Аркадий Стругацкий с женой Еленой Ильиничной выехал в Ленинград в отпуск. Во время очередной встречи «братья увлеклись, с наслаждением и с блеском разнося в пух и прах всю прочитанную ими за последние годы советскую фантастику». Наконец Елена Ильинична предложила им самим написать фантастическую повесть. «И спор был — на бутылку шампанского». Существенным стимулом также было появление в жизни Аркадия Стругацкого его одногруппника по Военному институту иностранных языков, сотрудника АПН «Новости» Льва Петрова.
Судя по переписке братьев, ситуация была многомернее. 7 апреля 1954 года Борис Стругацкий писал Аркадию на Камчатку, что в редакции фантастики издательства «Молодая гвардия» кризис, ибо, как сообщил ему знакомый литературный работник, «печатают дерьмо». Далее вопрошалось: «А что, если обработать твой проект „Страны багр<овых> туч“ и — туда? Э?» Вернувшись с астрономической практики в Абастумани, в сентябре Борис отправил Аркадию объявление журнала «Техника — молодёжи» о конкурсе на лучшее научно-фантастическое произведение; лучшие рассказы обещалось премировать и опубликовать. 21-летний Борис прямо писал брату, что участие в конкурсе принесёт как минимум тысячный гонорар, позволит «утереть нос современным „эх-фантастам“», и вообще «хорошо будет».

### Аркадий Стругацкий, шпионский роман и приключенческий жанр
По утверждению историка Д. Володихина и писателя Г. Прашкевича, автором замысла документальной повести об американском ядерном испытании и пострадавших японских рыбаках стал Лев Сергеевич Петров, однокурсник Аркадия Стругацкого по Военному институту иностранных языков и сослуживец на Дальнем Востоке. Он являлся сотрудником военной разведки, а также профессиональным переводчиком, который работал в том числе с текстами Хемингуэя. Цель написания произведения носила коммерческий характер: гонорар Петров и Стругацкий поделили пополам. Повесть «Пепел Бикини» была написана после перевода А. Стругацкого из камчатского гарнизона в Хабаровск не позднее конца 1954 года. Редактором повести стал писатель и разведчик Р. Н. Ким. Вероятно, тогда же состоялось его знакомство с Аркадием Стругацким. В октябре 1956 года повесть увидела свет в пятом номере журнала «Дальний Восток».
Польский литературовед Войцех Кайтох характеризовал «Пепел Бикини» как типичный для того времени пример «антиимпериалистической прозы». Факты перечисляются или упоминаются, а не переживаются героями, не описываются через их личностное восприятие. Внутренний мир героев вообще не является ценностью, то есть персонажи мыслят и говорят о том, что важно для автора. Негативно оценивается и финал: авторы слишком быстро переходят к выводам из произошедшего. Д. Володихин и Г. Прашкевич также называли финал (участники манифестации — «все честные люди Японии» — прикалывают к одежде значки с изображением красного от крови древесного листка и датой бомбёжки Хиросимы) как «вполне бутафорский». Тем не менее повесть имела определённое значение и для совместного творчества братьев Стругацких, хотя её непосредственным продолжением был лишь «полуфантастический» рассказ «Человек из Пасифиды». Хотя многое в повести «воспринимается как отчёт», это свидетельствует в первую очередь, что в своей первой книге молодой автор «многое искал на ощупь». Главки о жизни в Японии уже демонстрируют характерные особенности стиля Стругацких, «написаны со знанием дела, даже с некоторым блеском».
Весной и летом 1955 года Аркадий Стругацкий работал над большим рассказом или маленькой повестью о небелковой жизни, питающейся продуктами радиоактивного распада. В переписке с братом «Четвёртое царство» упоминается в послании от 14 марта 1955 года. В разных письмах сохранились и другие следы первоначального замысла; рассказ назывался тогда «Синяя туча Акадзи». Текст, разбитый на четыре главки, был выдержан в духе фантастики ближнего прицела. Основная сюжетная линия строится вокруг разоблачения японских и американских шпионов, которые стремятся вывезти из СССР образцы подобной небелковой жизни. То же фантастическое допущение позднее было использовано в повести «Страна багровых туч». Доктор культурологии А. Б. Танасейчук (Мордовский государственный университет имени Н. П. Огарёва) отмечал сложности в жанровой классификации текста «Четвёртого царства», который может и относиться к военным приключениям, и характеризоваться как шпионский триллер или детектив. Смешение фантастического допущения с патриотической историей о пограничниках не было оригинальным, а типично для советской фантастики сталинской эпохи, Аркадий Стругацкий всецело находился в русле сложившейся традиции. При этом, с точки зрения А. Танасейчука, текст «Четвёртого царства» качественный и по литературным достоинствам не уступает, а то и превосходит сочинения тогдашних «мэтров» шпионского романа (Н. Автократов, Н. Шпанов, Ю. Долгушин, С. Беляев). В рассказе представлена развитая интрига, герои весьма «выпуклые», человечные и искренние. Искренний пафос великих свершений практически в тех же формах был воспроизведён в следующих произведениях А. Н. Стругацкого — «Пепел Бикини» и «Страна багровых туч».
Удачей молодого писателя А. Танасейчук называл и центральный образ повести — капитана Олешко. Прототипом его послужил, вероятно, сам Аркадий Стругацкий: не слишком подходящий по складу личности для армии, высокий нескладный переводчик с японского языка, носящий очки. Подвигов он не совершает, более того, получает ранение, скорее по своей неловкости, а «раскалывает» шпиона практически случайно. То есть над товарищами его возвышает только интеллект; в остальном он полон комплексов, ибо ему «не пришлось участвовать ни в боях с немцами, ни в боях с японцами, в него никогда не стреляли, и врагов он видел только пленными. Это очень удручало его, и он всегда испытывал чувство стыда и какой-то вины перед своими прошедшими через горнило войны товарищами и начальниками». Не случайно и место действия — остров, названный в рассказе Кунашу. Однако на реальном Кунашире старший лейтенант Стругацкий так и не побывал, будучи в ноябре 1952 года командирован на Парамушир и Шумшу для ликвидации последствий землетрясения и цунами.

### Становление писателя «Братья Стругацкие»

Экслибрис Аркадия Стругацкого 1980-х годов

#### Выработка техники работы вдвоём
На раннем этапе совместная работа Аркадия и Бориса Стругацких носила «полуавтономный» характер: один из братьев писал тексты и посылал второму «на доработку». По такой схеме был создан рассказ «Спонтанный рефлекс», что хорошо отражено в переписке. Из этой же и последующей переписки следует важность для Аркадия Стругацкого «первого читателя», в роли которого чаще всего выступала жена Елена Ильинична, а впоследствии близкие родственники или избранные друзья. Из переписки братьев февраля 1958 года А. В. Снигирёв (Уральский государственный юридический университет) выделял ряд характерных для «ученического» периода творчества Стругацких особенностей. В их числе осознаваемая писателями «избыточность» текста (то есть написание «про запас», характерное и для графоманов); необходимость образца для подражания (то есть неумение найти собственное решение поставленной творческой задачи); использование очевидных и простых приёмов; отсутствие соотношения целей и задач художественного произведения (попытка совместить научные объяснения с юмором); полная неуверенность в качестве текста. Во время создания «Спонтанного рефлекса» Аркадий и Борис Стругацкие ещё учились понимать друг друга: старший брат был не в состоянии внятно объяснить, что именно не устраивало его в первичном тексте, и предоставлял младшему абсолютную творческую свободу. Тем не менее во время обсуждения в редакции журнала «Знание — сила» 27 мая 1958 года концовка рассказа, написанная Б. Н. Стругацким, не понравилась, но А. Н. Стругацкий привёз и собственный вариант, который не понравился ещё больше. В конце концов было решено завершить текст на поимке Урма, а научное объяснение дать в виде авторской ремарки. Двойственность в отношении редакторской правки и большая чуткость к мнению первых читателей осталась в творчестве Стругацких на много лет вперёд: с одной стороны, соавторы неоднократно выражали недовольство абсурдностью и глупостью предлагаемых изменений, однако, с другой стороны, изменения вносили, и временами охотно. Это могло значительно менять тексты в лучшую сторону.
Борис Стругацкий отмечал, что именно в «Спонтанном рефлексе» был использован излюбленный соавторами приём открытого финала. А. В. Снигирёв писал, что при лепке образа главного героя — Горчинского — явно использовались черты внешности самого Аркадия Стругацкого, включая клетчатую рубаху, присутствующую на многих фотографиях. Фамилия на уровне фонетики вполне аллюзивна: «Горчинский» — «Стругацкий». Подчёркивая речевую грубость персонажа, писатели впоследствии использовали ту же модель поведения при создании образа Витьки Корнеева из НИИЧАВО. Это может свидетельствовать как о своего рода творческой сентиментальности, нежелании расстаться с полюбившимся образом, так и о некоторой творческой слабости, воспроизведении прежних наработок при невозможности создания новых смыслов.
Рассказ «Человек из Пасифиды», написанный в 1958 году, в рукописи был обозначен псевдонимом «А. Бережков», под которым Аркадий Стругацкий обычно публиковал свои переводы с японского языка. Ант Скаландис и А. В. Снигирёв считали рассказ одним из лучших в творчестве Стругацких. Вместе с тем это произведение позволяет реконструировать становление писателя братья Стругацкие. В начале своего литературного пути писатели выбирали несколько направлений в творчестве, включая приключенческую литературу. Несмотря на множество отказов в разных редакциях и издательствах, А. Стругацкий годами «пробивал» в печать рассказ, отнесённый им к «бесперспективному направлению». «Человек из Пасифиды», вероятно, был замыслен в период работы над повестью «Пепел Бикини», также написанной на японском материале. В 1965 году Аркадий Натанович опубликовал в своём переводе рассказ Абэ Кобо «Тоталоскоп», сюжетно-композиционно напоминающий «Человека из Пасифиды». В рассказе появился первый в творчестве соавторов «симпатичный мерзавец» — барон Като, черты которого в дальнейшем прослеживаются в образах барона Пампы «Трудно быть богом» и шофёра Тузика «Улитки на склоне». «Непротиворечивость и однозначность образа… будет сопровождать всю творческую историю братьев Стругацких и станет поводом для претензий критиков, не поддерживающих стремление авторов вывести фантастику за пределы развлекательной литературы». По мнению А. В. Снигирёва, «Человек из Пасифиды» наследовал традицию «плутовского романа», а не политической сатиры. Практически все герои являются мошенниками, обманщиками и плутами, стремящимися облапошить друг друга; в тексте нет обличения и разоблачения, нет в нём и обязательных положительных героев, осознающих необходимость классовой борьбы, как в финале «Пепла Бикини».

#### Претексты
Для творчества Стругацких характерно постоянное наличие претекстов, которые служили моделью выстраивания сюжета, оформления идейной концепции, ориентирами в стилистике, средством преодоления творческих кризисов. Аркадий Стругацкий рано отрефлексировал данный феномен. Ещё до начала их с братом писательской карьеры он сообщал: «Мой лично стиль находится в прямой и непосредственной зависимости от стиля книг, которые я читаю в данный период. Когда же всё написанное соединяется, получается в стилистическом отношении такой винегрет, что вчуже страшно становится. Начало звучит отголосками трагической напряжённости Гюго, часть первых глав — едкий (вернее, претензии на оный) юмор Щедрина, дальше — грустная усмешка Теккерея, и т. д., и т. п.». Стругацкие в своих произведениях с самого начала широко использовали интертекстуальные отсылки и литературные игры. Критики ранних произведений Стругацких отмечали существенное влияние (и даже возможность заимствований) из Станислава Лема. Претекстами, соответственно, «Страны багровых туч», «Попытки к бегству» и «Улитки на склоне» служили лемовские «Астронавты», «Эдем» и «Рукопись, найденная в ванне», знакомство с переводами которых (иногда в рукописи) предшествовало началу работы над этими произведениями. При написании «Улитки на склоне» немалую роль сыграло знакомство с произведениями Кафки, поскольку «Процесс» был прочитан А. Н. Стругацким в 1963 году в английском переводе; его русский перевод вышел в 1965 году. Анализ, проведёный А. В. Снигирёвым, демонстрирует гораздо большую взаимосвязь «Улитки…» с лемовской «Рукописью, найденной в ванне».
Политолог Ю. Черняховская отмечала, что уже в самой первой повести — «Стране багровых туч» — ощущается влияние Хемингуэя, которое впоследствии, в первой половине 1960-х годов, приводило к сложным комбинациям в творчестве соавторов. Культ общения и пьянства, задаваемый хемингуэевскими текстами, вполне соотносился с ценностями русской интеллигенции (и личными склонностями Аркадия Стругацкого) и порождал специфический гибрид — «романтическое невежество», в котором внешняя грубость маскировала внутренний багаж знаний. Это не отменяло пафоса борьбы человека с природой и «спокойного героизма» главных героев, так как именно на текстах Хемингуэя Стругацкие учились отказу от патетики. Аркадий Натанович с 1960-х годов испытывал сильнейшее влияние Булгакова, и поэтому позднее творчество братьев отмечено явным литературным соперничеством с автором «Мастера и Маргариты» (особенно в «Хромой судьбе» и «Отягощённых злом»).

### Соавторство с братом

#### Тематика и стилистика творчества Стругацких
В творческом тандеме Аркадий Натанович и Борис Натанович со временем менялись ролями. По свидетельству младшего из братьев, в десятилетие 1955—1965 годов старший — Аркадий — «был… напорист, невероятно трудоспособен и трудолюбив и никакой на свете работы не боялся. Наверное, после армии этот штатский мир казался ему вместилищем неограниченных свобод и невероятных возможностей». Отмечается, что спустя двадцать лет главенство (в плане сюжетных и издательских инициатив) явно перешло к Борису Стругацкому.
Литературовед Марк Амусин утверждал, что Стругацких не интересовала фантастика ради самой фантастики, но в то же время фантастическое допущение в произведениях писателей не было утилитарным, используемым лишь во внешних целях. Все их повести и рассказы связаны с реальным миром, удовлетворяют тем же критериям точности и непротиворечивости, что и мейнстримная проза, более того, фантастические посылки (в терминологии М. Амусина) «скупы» и никогда не исполняют роль реквизита. Единственное исключение здесь — «Понедельник начинается в субботу», где «аляповатая избыточность» является элементом эстетической игры. Согласно Амусину, корпус сочинений Стругацких можно свести к четырём жанрово-тематическим группам:
1. Фантастический эпос (космическая трилогия, «Полдень, XXII век» и «Трудно быть богом», другие произведения о контакте).
2. Антиутопии и романы-предупреждения («Хищные вещи века», «Гадкие лебеди», «Пикник на обочине»).
3. Фантастическая сатира и аллегория («Град обреченный», «Второе нашествие марсиан», «Улитка на склоне», «Сказка о Тройке»).
4. Сказочная фантастика («Понедельник начинается в субботу», «Хромая судьба», «Отягощённые злом»).

В событийном отношении произведения, начиная от «Страны багровых туч», образуют единую историю будущего, охватывающего события от конца XX до завершения XXII века. Пространственная структура этого мира относительно несложна, объединяет сферы уже познанных и ещё не познанных землянами миров освоенного космоса; в ранних произведениях, написанных до 1962 года, преобладают экспансионистские мотивы. Главные действующие лица здесь — космопроходцы: пилоты, десантники, затем прогрессоры. В произведениях 1980-х годов мотивы сменяются: озабоченность землян вызывают возможные воздействия на их собственную планету обитателей иных миров. Инопланетяне Стругацких интересовали мало. В пространственно-временном отношении фантастическая вселенная Стругацких проста и чётко структурирована: дела Земли отделены от инопланетных. Присутствует и тема парадокса времени, но она решается во внекосмическом аспекте, прежде всего в «Попытке к бегству» (Саул Репнин — беглец из XX века) и — в более завуалированной форме — в «Гадких лебедях» (мокрецы — пришельцы из ужасного будущего, исчезнувшие вместе с ним после изменения реальности). Мало интересовала Стругацких проблема искусственного интеллекта и роботехники, представленных эпизодическими упоминаниями.
По мнению М. Амусина, Стругацкие — в первую очередь мастера сюжета, способные увлекательно и изящно выстраивать событийный ряд, «поддерживать и повышать градус читательского интереса». Это умение нарабатывалось соавторами на рубеже 1950—1960-х годов, далее Стругацкие учились исподволь разгонять и замедлять сюжет, применяемые ходы становились сложнее; «революцией» в сюжетопостроении явилась повесть «Хищные вещи века». Здесь были открыты возможности встраивания детективного сюжета в фантастическое повествование с применением хемингуэевских реминисценций. В этой технике сюжет строится на двойном умолчании, точной дозировке сообщаемой читателю информации, причём читатель понимает особенности изображаемой реальности ещё меньше, чем главный герой, который вынужден раскрывать череду загадок. Этот приём успешно применялся в «Гадких лебедях», «Обитаемом острове», «Отеле…», «Жуке в муравейнике». Детективная линия предполагает не только использование классического полицейского расследования, но и шире — познания некой потаённой сущности, раскрываемой герою через отрывочные и случайные проявления, лишь усугубляющие загадку. Отрывочность превращается в важнейший композиционный принцип: в «Жуке в муравейнике» базовый сюжет расследования, проводимого главным героем, дополняется отчётами о странствиях по мёртвой планете, образуя «роман в романе». Загадочность по ходу повествования становится многоконтурной и «многоэтажной». «Золотой жилой» Стругацких-сюжетников М. Амусин называл метод дополнения традиционной сюжетной цели (попадание в некую точку пространства или овладение неким объектом) важной для героев этической или интеллектуальной коллизией, требующей разрешения по ходу действия. Фабульная динамика в сочетании с обязанностью героя делать выбор подпитывают друга друга, помещая читателя в «мощное поле ожидания и сопереживания». Первые попытки такого совмещения были сделаны в «Попытке к бегству» и «Трудно быть богом», а затем использовались повсеместно, особенно эффектно — в «Пикнике на обочине» и «Жуке…». Для Стругацких зрелого периода также в высшей степени характерны открытые финалы.
Стругацкие последовательно считали себя русскими писателями, однако в силу еврейского происхождения их отца во многих произведениях заметны следы национальной рефлексии, а также размышлений о сущности еврейства и его роли в мировой истории. В романе «Отягощённые злом» и в пьесе «Жиды города Питера» содержится критика антисемитизма, при своей откровенности носящая публицистический характер. В произведениях Стругацких присутствует множество персонажей с еврейскими фамилиями, что, по мнению М. Амусина, было как данью памяти отцу, так и мягкой фрондой по отношению к официальному советскому тезису об отмирании наций при коммунизме. Рассматривая концепцию прогрессорства, М. Амусин усматривал в ней реализацию роли евреев во всемирно-историческом процессе. Прогрессоры — это духовно продвинутый авангард человечества, преобразующий косную действительность. В образе прогрессора сочетались черты «комиссара в пыльном шлеме» и учёного в лаборатории, ловящего сигналы Будущего. В известном смысле это перекликалось с концепцией «малого народа», выдвинутой И. Шафаревичем, что было подмечено критиками Стругацких из националистического лагеря. Однако не менее очевидно, что национальный вопрос Стругацкие всегда трактовали с общегуманистических позиций, не чувствуя необходимости «защищать честь еврейства». Специфически еврейская тема в их творчестве никогда не была сколько-нибудь самодостаточной. Это объясняется как их глобалистским художественным мышлением, так и шестидесятнической идеологической установкой. Еврейство в произведениях братьев Стругацких было метафорой и архетипической моделью представления универсальных проблем. Израильский культуролог Денис Соболев уточнял, что Стругацкие, не исключая из своего творчества «положение, самосознание и цели еврейской интеллигенции», никогда не делали её объектом идеализации и самолюбования на основе накопленного символического капитала виктимности.

#### Философская фантастика
1950-е годы, когда Стругацкие пролагали себе дорогу в фантастической литературе, явились временем, кризисным для западной фантастики и расцветом для советской. При этом западная литература активно влияла на развитие советской фантастики; советские авторы заимствовали схемы и приёмы повествования, сюжетные идеи, что обуславливало известную вторичность произведений. Выходом из кризиса стала так называемая «новая волна», идеологи которой заимствовали приёмы и достижения самых крайних и авангардных направлений современной им мейнстримной литературы. Это полностью изменило соотношение «научного» и «фантастического», так как нетривиальное фантастическое допущение переставало быть главной целью создания фантастических текстов. Это также совпало с подъёмом постмодернизма в литературе, и, по словам Е. Ковтун, из «властительницы дум» интеллигентов она превратилась в «своеобразный литературный клуб для узкого круга почитателей». В результате в СССР появилась философская фантастика — единственная разновидность литературы, которая могла отрабатывать любые мыслимые социальные и философские концепции. Одним из основных принципов постмодернизма является синтезирование вымышленных конструкций с включением в них как мира реального, так и мира, созданного человеческим воображением, что и является основой фантастики. Сравнительно рано Стругацкие обратились к эстетическим экспериментам, сходным с постмодернистскими. Яркими примерами являются сказка «Понедельник начинается в субботу» и повесть «Улитка на склоне»: Стругацкие сознательно цитировали классические тексты, вырванные из контекста, преломляя цитаты в различных ракурсах. Для Стругацких характерна образная и сюжетная избыточность, позволяющая нарушать логичность сюжета и отвергать привычные принципы организации текста, присущие, например, литературе соцреализма. Текст словно бы «дробится» на отрывочные кадры (как в романе «Отягощённые злом»), для читателя открывается множественность смыслов. В «Понедельнике…» авторы попытались сделать повесть одинаково интересной и массовому, и элитарному читателю. Трансформация интертекстов ориентирована на снижение прообраза путём введения его в иронический контекст, что позволяет автору и читателю участвовать в метаязыковой игре. В «Улитке на склоне» впервые был введён приём полиреальности, допущения равноправного существования в одном тексте множества реальностей, которые не конкурируют, а дополняют друг друга. Даже в своих поздних произведениях 1970—1980-х годов, таких как «Град обреченный» или «Хромая судьба», Стругацкие не злоупотребляли агрессивными формами постмодернистского письма. Многоуровневая организация этих текстов способствует художественному воплощению постмодернистской картины мира, где граница между текстом и его интерпретацией стирается. Наличие библейских параллелей в романах «Град обреченный» и «Отягощённые злом» и библейских аллюзий в романе «Хромая судьба» свидетельствует о попытке писателей сделать их определённой частью культуры. Поскольку Стругацкие были атеистами, это приводило к «десакрализации» текста Библии и сложной игре с читательскими ожиданиями.
Стругацкие сравнительно рано сформулировали собственную антропологическую установку и оказались инноваторами не только в советской фантастике, но и в советской культуре, осознав, что «человек по своей природе, именно биологической природе, уязвим и несовершенен». Именно поэтому Стругацкие отказались от идеи распространения «социальных ценностей»: в «Часе Быка» Ефремов приходит к революционному обновлению общества, в том числе с помощью «сверхусилий сверхлюдей»; в «Обитаемом острове» открытым текстом заявляется, что путь революционного переворота в тираническом обществе бесперспективен. Ранние Стругацкие исходили из картины мира, в принципе единой с метамиром И. А. Ефремова, в котором господствует принцип единства материи. Физические законы и направленность эволюционирования жизни приводят к венцу творения — человекообразному разумному существу, формируемому во всех мирах. Наиболее прогрессивной социальной системой является коммунизм, а достижение земной цивилизацией коммунистической стадии приведёт к вступлению Земли в союз развитых миров во Вселенной. По мнению Г. Керна, рассказ «Извне», напечатанный через несколько месяцев после выхода «Туманности Андромеды», «вполне мог бы быть подписан именем Ефремова». Однако сразу намечены отличия: соавторам было интересно конструировать чужеродные формы, которые трудно экстраполировать из земного опыта. В повести «Далёкая Радуга» (1962) Стругацкие отвергли ефремовский тезис о неизменности законов физики, а проблема применимости антропоморфного мышления к совершенно новым явлениям прямо поставлена в повести «Пикник на обочине» (1972). Очень быстро Стругацкие пришли к идее бесплодности и даже полной невозможности контакта с иным разумом и невозможности представить его исходя из закономерностей человеческого мира. Критик Р. Нудельман в 1964 году противопоставил антропоморфизм Ефремова и релятивизм Стругацких. То есть Ефремов выстраивал собственный метамир «из единственной идеи, которая развивается, чтобы объять всю вселенную и задушить её в этих объятиях», а у Стругацких на всех уровнях — научном, социальном и личном — царит многообразие. Однако релятивизм не исключал позитивистского представления о истине, и Стругацкие в конце своего писательского пути столкнулись с «ограниченностью социального мышления, основанного на идее единственно возможного идеала, который должен быть ясен всем и о котором можно не дискутировать».
Коммунизм определялся Стругацкими прежде всего как мир свободного труда, имеющий собственные проблемы возвышения и развития. Отказ от движения к коммунизму равносилен отказу от общественного прогресса, который неизбежно приведёт к миру потребления и духовной деградации либо «идеологического вакуума», а в конечном счёте — к смерти общества и всего человечества. Прогресс Стругацкие рассматривали в соответствии с доктриной исторического материализма и научного коммунизма как необходимый и неизбежный процесс, однако имеющий свои издержки, в частности моральные. Прогресс находится вне моральных оценок, и непонимание этого может привести к фатальным последствиям. Издержками прогресса является неравномерность времени наступления островков Светлого Будущего, а также то, что значительная часть человечества не годится для коммунизма и не достигнет этой стадии развития. Это происходит из-за слабости и противоречивости человеческой природы. Согласно Межуеву, примерно в 1962—1965 годах Аркадий и Борис Стругацкие активно переосмысливали основы коммунистической утопии и кардинально изменили свои представления о будущем. Важнейшими концептами стали необратимый раскол человечества на общую массу и элиту, причём последняя будет обладать способностями и умениями, которые в современной мифологии доступны лишь магам и волшебникам. Подавляющему большинству обычных людей в светлом будущем в принципе нет и не будет места. В черновиках «Гадких лебедей» отчётливо прослеживается связь образа таинственных «мокрецов» со жрицами партеногенеза из «Улитки на склоне». В одном из набросков прямо сказано, что мокрецам был доступен «высший синтез, непостижимый для человека: власть над мёртвой материей». Им подвластна стихия воды, и они способны вызывать дождь во всех местах, в которых оказывались. Однако в дальнейшем Стругацкие разуверились в созидательных возможностях сверхсуществ и возможности исполнения ими функции «стражей», преобразующих мир.

### Другие произведения. Псевдоним

#### С. Ярославцев
Аркадий Стругацкий написал и издал в одиночку три произведения, все под псевдонимом «С. Ярославцев»: бурлескную сказку «Экспедиция в преисподнюю» (1974, части 1—2; 1984, часть 3), рассказ «Подробности жизни Никиты Воронцова» (1984) и повесть «Дьявол среди людей» (1990—1991, опубликована в 1993-м). Появление этих произведений объяснялось критиком М. Шавшиным так: Аркадий Натанович, не желая бросать некоторые сюжетные наработки, не разделяемые младшим братом, в свободное время пытался их реализовать. Братья Стругацкие в своё время договорились, что каждый из них, «если случится публиковать что-либо серьёзное в одиночку, будет делать это только под псевдонимом». Писатель избрал два варианта: именем «С. Ярославцев» (от Ярославского вокзала, из Ярославля был и его тесть) он подписывал переводы с японского и английского языков; во время работы над «Днём триффидов» появился «С. Бережков», так как Аркадий Натанович жил тогда на Бережковской набережной. Библиограф Владимир Борисов обращал внимание, что все псевдонимы сопровождались не поясняемым инициалом «С» — по первой букве фамилии Стругацкий.
Относительно различий стилистики и литературной техники Стругацких и произведений, написанных Аркадием и Борисом «соло», высказывались разные суждения. Философ Борис Межуев заявлял: «Всё, что писал С. Ярославцев (то есть отдельно Аркадий Натанович), было в общем и целом на порядок ниже творчества АБС, то, что писал С. Витицкий (то есть отдельно Борис Натанович), было не слабее лучших произведений великих братьев». Примерно в таких же выражениях характеризовал отдельные произведения А. Н. и Б. Н. Стругацких писатель Ант Скаландис. Биографы — историк Д. Володихин и писатель Г. Прашкевич — отмечали тяготение Аркадия Натановича к прямолинейным приключенческим сюжетам; он использовал значительно меньше изощрённых литературных приёмов, язык его проще, чем у писателя братья Стругацкие; и «Экспедиции в преисподнюю», и «Дьяволу…» присущ динамизм, «приключенческий драйв». Аркадий Стругацкий сам признавал, что творческая манера его и Бориса Натановича создавала конфликт: старший из братьев тяготел к внешнему описанию событий, а младший стремился к поиску содержания и сюжета. Критик Р. Арбитман отмечал, что и «Подробности жизни…», и «Дьявол…» написаны намного суше, конспективнее, чем произведения Стругацких. Несмотря на оригинальность фантастического допущения, произведения остались недоразвёрнутыми (критик использует термин «полуэскиз»). «Временами они кажутся центрами кристаллизации новых повестей Стругацких — кристаллами, которые были удалены из перенасыщенного идеями раствора слишком рано». В этом плане С. Ярославцев может быть обозначен как «некий паллиатив», вынужденный медиатор между набросками, «не успевающими стать новой книгой Стругацких», и готовым произведением. «По сути, Ярославцев спас от небытия целых два замысла замечательного писателя-фантаста, ценных и интересных в литературном отношении уже самих по себе».

#### Мушкетёрская сказка
Претекстом «Экспедиции в преисподнюю» оказалась мушкетёрская трилогия А. Дюма-отца, детско-юношеские впечатления от которой, по выражению М. Шавшина, «проходили красной нитью» через сознание Аркадия Стругацкого и отразились во всех произведениях от «Страны багровых туч» до «Отягощённых злом» (где присутствует перифраз из «Виконта де Бражелона»). Главные герои сказки носят имена героев Дюма (мастер Атос, спортсмен Портос и учёный Арамис; только д’Артаньян в юбке, и зовут её Галей) и максимально приближены к каноническим образам. Третья часть сказки — «Иван, сын Портоса» — была написана и опубликована через десять лет после первых двух частей, а действие её разворачивалось спустя двадцать лет, что также прямо соотносится с трилогией Дюма. Третья часть заметно менее легкомысленная, чем начальные, она содержит серьёзную драму, авторский юмор переплетён с печалью, а радость победы умеряется тяжестью потерь. В сказке оказались переплавлены все мыслимые жанры приключенческой литературы — «сбывшаяся мечта Аркадия Натановича Стругацкого». Роман Арбитман отмечал, что сказка С. Ярославцева лишена «малейшего социального подтекста», хотя, как и всё у Стругацких, повесть имела широкого адресата:

…Тинейджер воспринимал фантастико-авантюрную канву повествования как должное, для читателей постарше повесть приобретала оттенок весёлой и необидной пародии на жанр «космической оперы», все атрибуты которого (нападение межзвёздных пиратов, похищение заложников, погоня в космосе и прочее, и прочее) были собраны вместе, частично смикшированы в восхитительную и бестолковую откровенно кичевую круговерть.
Как отмечал Р. Арбитман, «эксцентрический цирк» Аркадия Стругацкого (где на равных действуют доктор Айболит и гоголевский Пацюк) вполне самодостаточен, это в полном смысле «литературные каникулы», в которых в 1970-е годы нуждались и сами Стругацкие, и их читатели.

#### Петля времени Никиты Воронцова
Во второй половине 1970-х годов А. Н. Стругацкий начал разработку сюжета о человеке, попавшем во временну́ю западню и обречённом на «вечное возвращение» в пределах сорока лет: от 1937 до 1977-го, когда сознание взрослого Никиты в момент его смерти перемещается в него же — довоенного 15-летнего подростка, чтобы почти без изменений начать очередной круг жизни. Фантастическое допущение, положенное в основу «Подробностей жизни Никиты Воронцова» (рассказ опубликован в 1984 году), в высшей степени нехарактерно для Стругацких. М. Шавшин утверждал: «Такого и врагу не пожелаешь. Обычная тюрьма покажется раем в сравнении с вечным заключением сознания в острог внутренний. И настолько это состояние детерминировано, что любые попытки более или менее существенно изменить опостылевшее течение жизни обречены на провал». Литературовед С. Харин выявил в рассказе чрезвычайно сложную структуру хронотопа (замкнутого времени), осложняемую моделью «текста в тексте». В небольшом рассказе представлены два пространственно-временных плана: героев, которые ведут расследование казуса Воронцова в 1978 году, и собственного времени Никиты. Однозначно утверждать наличие второго временно́го плана нельзя: напротив, это может быть воспринято как сюжетный ход. Дневник Воронцова — второй текст внутри первого — оформлен как «ключ» к серии рассказов, идущих следом. В тексте самого дневника упоминается точное время смерти (8 июня 1977 года) и время «перерождения» (23 часа 15 минут 7 января 1937 года), но между ними не видно связи, которая становится понятной только из последующего изложения, непосредственно с Воронцовым не связанного. То есть хронологическая канва жизней Воронцова «собирается» через особенности самого дневника (перо, почерк и последовательность записей), рассказа Варахасия — следователя прокуратуры — и стенографии его бесед со знакомыми Воронцова, которые существуют вне временно́й петли. Ситуация столь необычна, что психиатр Юрий Никонов использовал пример литературного героя для иллюстрации особой формы шизофрении.
Польский стругацковед Войцех Кайтох посвятил «Подробностям жизни…» отдельное исследование. Несмотря на то, что рассказ не является представителем литературы ужасов, он органически связан с классической русской литературой, например «жуткими рассказами» А. К. Толстого. Согласно В. Кайтоху, элементы структуры рассказа ужасов являются лишь риторическим приёмом, позволяющим вписать фабулу в жанровую структуру и литературно обработать научно-фантастический замысел. Необычность рассказу придаёт и то, что А. Стругацкий, являвшийся последовательным атеистом, ввёл в художественный мир Бога. Воронцов в своём дневнике, уже после начала Великой Отечественной войны, обращается к единственной силе, способной избавить его от проклятья временно́й петли. В самом конце рассказа об аде рассуждает писатель, «довольно известный в Отделе культуры ЦК». Введение, пусть и законспирированного, религиозного элемента позволяло решать две задачи. Во-первых, это убедительно объясняло переживания Воронцова и, во-вторых, не позволяло читать произведение как «ужастик». Таким образом, «Подробности жизни Никиты Воронцова» предстают как рассказ о добром Божьем чуде, безнадёжно испорченном человеком: жертва попадает «в устроенные людьми для людей время, место и действительность столь страшные, что и чудо смогли погубить».

#### Восставший из ада
Судя по воспоминаниям Б. Стругацкого и материалам архива писателей, сюжетный замысел произведения «о человеке, которого опасно обижать», более или менее последовательно интересовал соавторов после 1975 года, и каждый раз реализация этого замысла откладывалась по причине занятости более актуальными текстами. Лишь в мае 1990 года началась предметная работа над сюжетным планом, в котором главный герой именовался Ким Волошин. Однако дальнейшая работа застопорилась и в конечном счёте привела к «сольной» работе как Аркадия, так и Бориса. Текст под названием «Дьявол среди людей» был написан А. Н. Стругацким единолично с января по апрель 1991 года, все биографы подчёркивали факт, что переживания от окружающей действительности, тяжёлая болезнь и общий психологический и физический кризис Аркадия Натановича сильно сказались на тональности произведения.
Повесть посвящена Киму Волошину, который в пятилетнем возрасте очутился в аду: в начале войны его родная деревня оказалась на линии фронта. Потеряв убитыми всех родных, он пролежал под трупами, как ему казалось, целую вечность. Далее его ожидали избиения в детдоме (где он оказался единственным русским среди украинцев) и приобретённый порок сердца, но Волошин переломил судьбу, начал образование и обрёл долгожданную любовь. Всё оборвалось, когда Кима арестовали за распространение подпольных «Информационных листков», он угодил в лагеря, его жена потеряла ребёнка, сошла с ума и умерла совсем молодой. Он вернулся из мест заключения одноглазым калекой с изуродованной рукой, сообщив своему другу детства, что «любовь, доброта, великодушие — они жестоко наказываются. Жестоко и неизбежно». Устроившись автомехаником и попутно работая народным корреспондентом, Волошин отправился в Полынь-город, где произошла авария на АЭС. Два месяца отработав под радиацией, он опубликовал статью, где не содержалось ничего, кроме правды, за что был уволен в самой хамской форме. Это стало «спусковым механизмом»: под воздействием радиации Волошин приобрёл способность, сжимая сосуды головного мозга, привести любого человека в бессознательное состояние, или превратить в идиота, или убить. Поводом является любой стресс: от словесных обид до необходимости самозащиты или защиты своей семьи. Усиление людской озлобленности против Кима усиливает его способности (ему не нужен непосредственный контакт с жертвой), а потом обрекает на постоянную оборону и смену места жительства, когда радиус поражающей силы достигает тысяч километров.
В. Кайтох, анализируя содержание «Дьявола…», отмечал, что в повести представлены уже встречавшиеся у Стругацких мотивы (включая город Ташлинск или способность убивать силой духа), однако хватает и новаций. Рассказчик-врач и герои повести именуют Кима Волошина дьявольским отродьем в буквальном смысле, хотя ничего злого ни в его природе, ни в его прошлом нет. Ким пережил страшные события в детстве и юности, он не сломался, сохранил положительные чувства, стремится жить нормальной жизнью, после смерти жены «прилепился» к женщине с глухонемой падчерицей, обладает железной волей и некоторыми идеалами. Обретя свой зловещий дар, Волошин не пользуется им беспричинно: «В общем-то было достаточно всего-навсего оставить его в покое, чтобы не иметь с ним проблем». Собственно, Волошин является эффективным орудием общественной самообороны, карая бандитов, хулиганов и беспринципных чиновников. Претекстом повести А. Н. Стругацкого, как и многого в его позднем творчестве, является «Мастер и Маргарита». Из этого романа С. Ярославцев извлёк базовое противоречие между названием произведения и сущностью главного героя: закон дьявола — справедливое наказание, закон Божий — милосердие. В этом контексте справедливость наказаний Кима Волошина проблематична: комендант милиции остался в живых, тогда как дочь соседей — ребёнок — заплатила за издевательства на Тасей — падчерицей Кима — жизнью. Пристававший к Киму душевнобольной «пророк» умер, а уличные бандиты — «только» сошли с ума. В. Кайтох предположил, что «справедливость Кима зависит от степени его страдания, а действия разных служб или бандитов хорошо ему известны, привычны и не имеют для него такого значения, как боль удочерённой девочки или личная обида».
Ант Скаландис именовал «Дьявола среди людей» самым безысходным произведением Стругацких, ибо у главного героя нет светлых страниц в биографии и у мира, в котором ему довелось родиться, шансов на спасение нет. «Человек здесь нужен только спецслужбам, и только для того, чтобы взять его под контроль или уничтожить. А всякая перестройка оборачивается исключительно Чернобылем (Полынь-городом) или другой масштабной катастрофой». Критик полагал замысел повести «смелым», но пессимистическим: попытка персонифицировать мировое зло заканчивается признанием его непобедимости. Сюжет оставляет впечатление неоконченности: три шуточных эпилога не становятся катарсисом. Как отмечал биограф: «Время у АНа ещё было — от апреля до октября, целых полгода, — но желания что-то переделывать уже не было». Войцех Кайтох, ссылаясь на одно из последних интервью А. Стругацкого с В. Бабенко, резюмировал: «Открытым остаётся вопрос о том, не „Дьявол среди людей“ должен был быть той последней, самой важной вещью, которую Аркадий Стругацкий хотел… написать».

### Художественные переводы

#### Англоязычная фантастика
Переводами художественной прозы с английского языка А. Н. Стругацкий занимался ещё во время службы на Камчатке и на Дальнем Востоке. С 1958 года лаборатория переводчика документирована: Аркадий Натанович вёл дневник аннотаций, которые писал на каждый прочитанный рассказ или повесть. Биограф А. Скаландис оценивал эту библиотеку аннотаций так: «АН тщательно просеивал всё, уже отработанное кем-то, чтобы не повторяться, и учился на чужих ошибках, и просто занимался интеллектуальной гимнастикой, оценивая ум, талант и профессионализм американцев и англичан».
Публицист Сергей Переслегин утверждал, что Аркадий Стругацкий в выполненных им переводах западных фантастических произведений, особенно «Дня триффидов», «Экспедиции „Тяготение“» и «Саргассов в космосе», выступал полноценным соавтором: «Квалифицированные английские читатели не подозревают о существовании в их литературе великолепного фантастического романа „День триффидов“». Указанные произведения «вкусно читаются: сюжет бодро тянет за собой, а смущающие аналитиков передержки „моделирования миров“ с удовольствием обсуждаются в компании — но уже после прочтения книги до конца». Сопоставление с оригиналом показывает, что перечисленные книги написаны Аркадием Стругацким (при определённом участии Бориса Стругацкого) по мотивам некоторых мыслей, идей и художественных образов, созданных Дж. Уиндемом, Х. Клементом, А. Нортон. Это может быть признано литературным экспериментом, в котором причина и принципы отбора переводимых текстов (в терминологии С. Переслегина — «какие именно особенности исходных текстов обратили на себя внимание Стругацких») остаются неясными. При работе над переводами использовались стилистические мотивы наиболее удавшихся эпизодов, например встречи Дейна и его друзей и недругов по Школе космогации с коррумпированным Электронным Психологом в самом начале «Саргассов в космосе», путешествия Барленнана на крыше машины Лётчика (глава «Оторваться от грунта» в «Экспедиции „Тяготение“») или первая «больничная» сцена «Дня триффидов», выписанная в стилистике А. Хичкока. Ант Скаландис тоже утверждал, что при переводе рассказа «Мешок» Уильяма Моррисона братья Стругацкие работали над текстом как над своим собственным. Борис Стругацкий свидетельствовал, что «никакого творческого удовлетворения эта работа не приносила — во всяком случае, мне. Да и для Аркадия Натановича это был, скорее, способ заработать». При этом к своим переводам с японского языка старший из братьев относился намного более серьёзно.
Борис Стругацкий в интервью Андрею Черткову 1992 года утверждал, что ситуация с переводами фантастики в советское время была крайне неровной, так как «Брэдбери, конечно, перевести могли и хорошие переводчики, а вот, скажем, какого нибудь Гаррисона — то есть писателя-фантаста, которые высоко ценится фэнами, но не считается писателем большой литературы…» Иными словами, переводами массовой литературы по большей части занимались любители, тогда как высококлассные переводчики «от этой чести, как правило, уклонялись». При работе над «Саргассами в космосе» братья Стругацкие столкнулись с тем, что «Нортон пишет ужасно»: «У неё ведь многие фразы звучали неинтеллигентно, по-графомански», но исправления делали бережно, пытаясь по мере сил облагородить текст, чтобы «фразы звучали по-русски».

#### Переводы с японского языка
Аркадий Стругацкий в одном из интервью заявлял, что рассчитывал «стать заметной фигурой в исследовании средневековой японской литературы». Писатель перевёл с японского языка несколько рассказов и повестей Акутагавы Рюноскэ (в том числе «Нос» и «В стране водяных»), романы Абэ Кобо, Нацумэ Сосэки, Нома Хироси, Санъютэя Энтё, средневековый роман в стиле гунки «Сказание о Ёсицунэ», который считал вершиной своих достижений как переводчика. По воспоминаниям япониста В. С. Сановича, Аркадий Стругацкий как переводчик с японского «очень любил это дело, был очень азартный человек… Я видел, как он работает. У него была большая амбарная книга — это он у Марковой научился, — и он там писал мелким почерком. Это ещё от Ленинграда идёт, когда бумагу надо было беречь». А. Скаландис, Д. Володихин и Г. Прашкевич также свидетельствовали о большой любви А. Стругацкого к Акутагаве и описывали сохранившиеся в писательском архиве амбарные книги (при работе с переводами писатель не признавал пишущей машинки и шариковых ручек). В первое десятилетие работы над переводами с японского Аркадий Натанович предпочитал работать с подстрочниками, выполненными другими специалистами, которые обязательно указывались в выходных данных. Как свидетельствовал и В. Санович, основной причиной были жёсткие сроки и ограниченная возможность выбора текстов для перевода. При обращении к роману Нацумэ Сосэки переводчики поделили текст пополам. Перевод «Зоны пустоты» Нома Хироси А. Н. Стругацкий в письме к брату определял так: «Меня заставили взять перевод в Гослитиздате и аврально перевести с хорошего японского на плохой русский 10 листов. Дело в том, что переводчик, которого я рекомендовал, не справился, а план на них нажимает. Пришлось взять». В последующие годы, когда А. Н. Стругацкий сам отбирал тексты, он работал единолично. Первым переводом, начатым без договора с издательством, стала повесть «61 Лебедя» Масао Сэгава, который выполнялся на занятиях по японскому языку на военных сборах 1961 года. Перевод так и не был опубликован. Перевод повести Акутагавы «В стране водяных» А. Н. Стругацкий начал в 1958 году для собственного удовольствия, отрывки перевода он читал на вечере творчества Акутагавы под председательством академика Конрада в 1961 году. Для тома Акутагавы в «Библиотеке всемирной литературы» Аркадий Стругацкий написал большое предисловие-эссе «Три открытия Рюноскэ Акутагавы»; однако при издании «Сказания о Ёсицунэ» издательство отвергло предисловие — «Инструкцию к чтению» — как слишком ненаучную и популярную, и оно увидело свет только в 1990-е годы.
Занимаясь переводами как средневековой, так и современной японской литературы, А. Н. Стругацкий самостоятельно разрабатывал концепцию и методику этой работы. В дневниках писатель-переводчик отмечал, что воспринимать перевод с японского читатель должен так, будто книга была написана по-русски, но ощущать себя при этом японцем (запись относится к работе над Санъютэем Энтё). В «Инструкции» к «Сказанию о Ёсицунэ» им было отмечено, что переводчик с японского сталкивается с элементами японской истории соответствующего периода, семиотикой японского костюма и жилища, грамматическими особенностями речи простолюдинов и самураев. В отличие от переводчиков с западных языков, японист вынужден сам создавать или, по крайней мере, «подбирать» стилистику русского текста самостоятельно. «Оригинал может только показать степень сложности текста и, в лучшем случае, какими предложениями переводить, короткими или длинными».
Ю. С. Журбина провела специальное исследование перевода романа Нацумэ Сосэки «Ваш покорный слуга кот», выполненного А. Стругацким и Л. Коршиковым. Коршиков являлся студентом-японистом, чей перевод начальных глав редактор Гослитиздата Стругацкий в мае 1959 года рекомендовал издательству. Однако в итоге Коршиков не справился, и весной 1960 года Аркадию Натановичу пришлось заканчивать перевод (главы с седьмой по одиннадцатую). Издержками работы стало искажение названия: 吾輩は猫である — в оригинале вагахай (吾輩) — архаическое местоимение мужского рода в высоком стиле, которое обычно переводится на русский язык «мы». В дневниковых записях А. Н. Стругацкий передавал название романа как «Моё величество кот». В письме брату он жаловался, что ему пришлось переводить роман на «плохой русский язык», и в 1965 году приступил к переводу заново. В дневнике он отмечал, что японские читатели смеются при чтении романа Нацумэ; «…юмор у него натянутый, наивный и простоватый даже». Ключом становилась передача стиля: «неожиданных сочетаний напыщенностей», взятых из конфуцианской классики, и «простословия из мещанского бытового обихода». Информационная сторона языка играла второстепенную роль. Русским аналогом А. Н. Стругацкий полагал язык «городских» произведений Н. В. Гоголя. Работа в итоге прервалась, но в 1975 году Стругацкий-старший набросал тезисы доклада о «Коте» для семинара переводчиков и даже добился принятия нового перевода в план издательства. Однако в июньском дневнике 1975 года отмечено, что работа застряла на второй главе. К октябрю 1977 года было выполнено всего 42 страницы, и Аркадий Натанович вернул аванс в издательство.
Основных способов передачи реалий Японии при переводе Нацумэ Сосэки использовалось три. Во-первых, это транскрипция неизвестного понятия, к которому дана сноска, отсылающая к разделу примечаний в конце книги.

На первой странице романа встречается фраза: «しかもあとで聞くとそれは書生という人間中で一番獰悪な種族であったそうだ» («Позже я узнал, что это был мальчишка-сёсэи, один из тех сёсэев, которые слывут самой жестокой разновидностью людского племени»). В этом предложении А. Стругацкий и Л. Коршиков столкнулись с понятием 書生 [сёсэи], которое обозначает «подростка, живущего в доме врача, учителя или адвоката и выполняющего небольшие поручения своего патрона, за что последний оплачивает его обучение в гимназии».
А. Стругацкий и Л. Коршиков обращались и к приблизительному переводу, заменяя сугубо японского зверя итатси — колонка — на хорька, то есть заменив вид на род. Также переводчики отыскивали функциональный аналог слова, который вызывает у реципиента схожие ассоциации, что и реалия у носителя языка, например заменяя татами на «циновку», а дзасики (центральную комнату в японском доме, застеленную татами) на «гостиную». Равным образом, переводчики заменили японскую камелию на «дикорастущий чай», чтобы не нарушать восприятия текста читателями (получилось: «…розовые кусты дикорастущего чая, которые когда-то осыпали нас своими лепестками, стоят совсем голые»). Иногда переводчики вынуждены опускать значение реалии и переводить их, отталкиваясь от контекста. Так, «живая изгородь из криптомерий» ничего не сказала бы русскому читателю 1960-х годов и была заменена методом генерализации на «забор». То есть перевод передаёт функцию объекта, но не его эстетическую составляющую. По мнению Ю. Журбиной, переводчик XXI века использовал бы в этом контексте понятие «живая изгородь из кедра».

### Японские элементы в творчестве Стругацких
Японские мотивы встречаются в той или иной форме практически во всех совместных произведениях братьев Стругацких. Уже в «Стране багровых туч» упоминается один из первопроходцев Венеры капитан Нисидзима из Нагоя; а в рассказе «Частные предположения» именно один из участников звёздной экспедиции Сабуро Микими единственный оставался на ногах при пятикратных перегрузках. В утопии «Полдень, XXII век» великий океанолог академик Окада подвергается эксперименту по полной перезаписи своей личности в компьютер; один из пришельцев из прошлого — Кондратьев — женится на стажёрке-океанологе Акико Канда. В повести «Стажёры» штурман-космолётчик Михаил Крутиков перечитывает в пятый раз «Повесть о Гэндзи» Мурасаки Сикибу, что должно демонстрировать, как сохраняются вечные ценности человеческой культуры в коммунистическом будущем. Вероятно, что и традиционная японская мораль и этика (скромность, трудолюбие, умеренность, важность эстетичности в восприятии мира) созвучна ценностям коммунизма. По состоянию на 1962 год, когда была опубликована повесть, русский перевод «Гэндзи-моногатари» являлся фантастическим допущением, ибо вышел только два десятилетия спустя.
В антуражном отношении наиболее «японской» повестью Стругацких является «Трудно быть богом». Имена персонажей созданы на базе японской фонетики или на основе японских слов, таковы: «Румата», «Рэба», «Цурэн», «Арима». Полное титулование барона Пампы («дон Бау но Суруга но Гатта но Арканар») включает японскую притяжательную частицу (но の) и название воинственной средневековой провинции Суруга. Благородные доны носят два меча одновременно — очевидное влияние японской воинской традиции. Встречаются более сложные инверсии. Так, имя повстанческого вождя Араты Горбатого совпадает со словом «новый, свежий» (新た). При переводе повести на японский язык этимологии вызывали известные трудности: оказалось, что имя дона Рэба может являться калькой с английского labour (レイバー), и его пришлось удлинять на один слог. Имя алхимика Синда, «искавшего, как все алхимики, способ превращать глину в золото, а нашедшего закон сохранения вещества», может быть понято как «мертвец» (死んだ), что создаёт латентный гротескный эффект: основной предмет поисков в алхимии — достижение бессмертия.

## Память
Аркадий Натанович Стругацкий имел следующие государственные награды:
- Медаль «За победу над Германией в Великой Отечественной войне 1941—1945 гг.»[309].
- Медаль «За боевые заслуги» (30 апреля 1954) — за выслугу лет в Советской армии[309].
- Орден Красной Звезды (26 октября 1955)[309], который так и не был ему вручён[310].
- Почётная грамота Президиума Верховного Совета РСФСР (27 августа 1985) — за многолетнюю плодотворную литературную и общественную деятельность и в связи с 60-летием со дня рождения[311].

Обнаруженный 11 сентября 1977 года астероид главного пояса Струга́цкия (Strugatskia) получил имя в честь братьев Стругацких; название предложил его первооткрыватель Николай Черных. Аркадий Стругацкий принимал участие в церемонии вручения диплома о присуждении имени астероиду.
В честь братьев Аркадия и Бориса Стругацких постановлением № 254 от 10 марта 2004 года администрации Волгограда названа улица в этом городе. Площадь Братьев Стругацких в Санкт-Петербурге на пересечении Московского проспекта, улицы Фрунзе и улицы Победы в 2014 году получила такое название по предложению депутата городского Законодательского собрания Б. Л. Вишневского.
Писатель Сергей Арно в 2012 году с разрешения Б. Н. Стругацкого учредил Фонд братьев Стругацких, заняв пост его исполнительного директора. Он же являлся председателем и соучредителем «АБС-премии». В связи с уходом с должности председателя Фонда братьев Стругацких А. Б. Стругацкого (племянника А. Н. Стругацкого), а также кончиной ответственного секретаря АБС-премии Н. М. Романецкого присуждение премии в 2024 году приостановлено.
В честь братьев Стругацких в 2024 году назван новый вид микроорганизмов Thraustochytrium aureum ssp. strugatskii.

## Публикации

### Художественные произведения
- Л. Петров, А. Стругацкий. Пепел Бикини (повесть) // Дальний Восток. — 1956. — № 5. — С. 31—100.
- Л. Петров. А. Стругацкий. Пепел Бикини (повесть) / иллюстрации В. Б. Трубковича // Юность. — 1957. — № 12. — С. 2—35.
- Л. Петров, А. Стругацкий. Пепел Бикини / Илл. В. Трубковича. — М. : Детгиз, 1958. — 152 с. — 90 000 экз.
- В дебрях времени: Палеонтологич. фантазия / Г. Чижевский [при участии А. Стругацкого]; Худож. Г. Чижевский. — М.: Детгиз, 1963. — 158 с.
- Экспедиция в преисподнюю: Современная сказка / С. Ярославцев. Худож. В. Терещенко // Мир приключений. — М.: Дет. лит., 1974. — С. 230—343. — [Ч. 1—2].
- Семейные дела Гаюровых: Киноповесть / Ф. Ниязи, А. Стругацкий // Памир (Душанбе). — 1974. — № 5. — С. 8—34; № 6. — С. 7—29.
- Экспедиция в преисподнюю: Современная сказка / С. Ярославцев // Памир (Душанбе). — 1974. — № 7. — С. 81—88; № 8. — С. 86—96; № 9. — С. 85—96; № 10. — С. 104—112; № 11. — С. 81—96; № 12. — С. 70—85. — [Ч. 1—2].
- Подробности жизни Никиты Воронцова: Рассказ / С. Ярославцев // Знание — сила (М.). — 1984. — № 6. — С. 46—48; № 7. — С. 46—49. — [Сокр.].
- Экспедиция в преисподнюю: Сказка / С. Ярославцев; Предисл. ред-ии; Худож. Е. Стерлигова // Уральский следопыт (Свердловск). — 1984. — № 6. — С. 33—51; № 7. — С. 44—64. — [Часть 3].
- Экспедиция в преисподнюю: Современная сказка / С. Ярославцев; Худож. И. Блиох. — М.: Моск. рабочий, 1988. — 255 с.
- Дьявол между людей: Фрагмент / С. Ярославцев; Предисл. В. Борисова // Абакан. — 1992. — 16 окт. — С. 5—6.
- Дьявол среди людей / С. Ярославцев; Предисл. редакции; «Краткая история одного псевдонима» Б. Стругацкого; Худож. П. Караченцов. — М.: Текст, 1993. — 286 с.: ил. — (Альфа-фантастика). — Содерж.: Экспедиция в преисподнюю; Дьявол среди людей; Подробности жизни Никиты Воронцова.

### Переводы
- Морита Кадзуо. Горняки: Стихи / Пер. с яп. А. Стругацкого // Мол. гвардия (М.). — 1957. — № 4. — С. 145.
- Кумоока Исаму. Солидарность: Стихи / Пер. с яп. А. Стругацкого // Мол. гвардия (М.). — 1957. — № 4. — С. 146.
- Миямото Юрико. Блаженный Мияда: Повесть / Пер. с яп. А. Стругацкого // Миямото Юрико. Повести. — М.: Гослитиздат, 1958. — С. 80—120.
- Хотта Ёсиэ. Шестерни: Повесть / Пер. с яп. А. Стругацкого // Хотта Ёсиэ. Шестерни: Повесть; Время: Роман. — Ташкент: Гослитиздат Узбекской ССР, 1958. — С. 5—73.
- Ватанабэ Дзюндзо. Ненависть: Стихи / Пер. с яп. А. Стругацкого // Лит. Грузия (Тбилиси). — 1958. — № 5. — С. 15.
- Моррисон У. Мешок: Рассказ / Пер. с англ. А. и Б. Стругацких // Знание — сила (М.). — 1959. — № 2. — С. 37—40.
- Нацумэ Сосэки. Ваш покорный слуга кот: Роман / Пер. с яп. Л. Коршикова и А. Стругацкого. — М.: Гослитиздат, 1960. — 432 с.
- Нома Хироси. Зона пустоты: Роман / Пер. с яп. А. Рябкина и А. Стругацкого. — М.: Гослитиздат, 1960. — 376 с.
- Уэда Акинари. Луна в тумане: Новеллы / Пер. с яп. З. Рахима и А. Стругацкого. — М.: Гослитиздат, 1961. — 136 с.
- Акутагава Рюноскэ. В стране водяных: Повесть / Пер. с яп. А. Стругацкого. — М.: Гослитиздат, 1962. — 80 с.
- Абэ Кобо. Тоталоскоп: Рассказ / Пер. с яп. С. Бережкова // HФ: Альманах научной фантастики: Вып. 1. — М.: Знание, 1964. — С. 239—255.
- Азимов А. Как им было весело: Рассказ / Пер. с англ. С. Бережкова // Современная зарубежная фантастика. — М.: Мол. гвардия, 1964. — С. 392—396.
- Санъютэй Энтё. Пионовый фонарь: Повесть / Пер. с яп. А. Стругацкого. — М.: Худож. лит., 1964. — 240 с.
- Уиндэм Дж. День триффидов: Роман / Пер. с англ. С. Бережкова // Уиндэм Дж. День триффидов. Рассказы. — М.: Мол. гвардия, 1966. — С. 17—272. — (Б-ка современной фантастики: В 15 т.; Т. 8).
- Эмис К. Хемингуэй в космосе: Рассказ / Пер. с англ. С. Бережкова // Искатель (М). — 1966. — № 3. — С. 155—160.
- Абэ Кобо. Совсем как человек: Повесть / Пер. с яп. С. Бережкова // Звезда Востока (Ташкент). — 1968. — № 11. — С. 181—227.
- Нортон Э. Саргассы в космосе: Повесть / Пер. с англ. С. Бережкова и С. Витина. — М.: Мир, 1969. — 232 с. — (Зарубежная фантастика).
- Клемент Х. Огненный цикл: Роман / Пер. с англ. С. Бережкова и С. Победина // Огненный цикл. — М.: Мир, 1970. — С. 15—237. — (Зарубежная фантастика).
- Акутагава Рюноскэ. Нос: Рассказ / Пер. с яп. А. Стругацкого // Акутагава Рюноскэ. Избранное: Т. 1. — М.: Худож. лит., 1971. — С. 39—46.
- Акутагава Рюноскэ. Бататовая каша: Рассказ / Пер. с яп. А. Стругацкого // Акутагава Рюноскэ. Избранное: Т. 1. — М.: Худож. лит., 1971. — С. 47—64.
- Клемент Х. Экспедиция «Тяготение»: Повесть / Пер. с англ. С. Бережкова // Клемент Х. Экспедиция «Тяготение». — М.: Мир, 1972. — С. 15—253. — (Зарубежная фантастика).
- Джекобс У. Старые капитаны: Рассказы / Пер. с англ. А. Н. Бережкова // Мир приключений; [Вып. 1]. — М.: Дет. лит., 1973. — С. 701—757. — Содерж.: Просоленный капитан; В погоне за наследством; В павлиньих перьях; Бедные души; Романтическое плавание.
- Миёси Тору. Девушка для танцев / Пер. с яп. С. Бережкова // Азия и Африка сегодня (М.). — 1973. — № 11. — С. 31—34.
- Браун Ф. Этаоин Шрдлу: Рассказ / Пер. с англ. С. Бережкова // Браун Ф., Тенн У. Звёздная карусель. — М.: Мир, 1974. — С. 61—89. — (Зарубежная фантастика).
- Сказание о Ёсицунэ: Роман / Пер. с яп. А. Стругацкого. — М.: Худож. лит., 1984. — 287 с.

### Редакторская работа, литературоведение
- Послесловие: [О Такидзи Кобаяси] // Кобаяси Такидзи. Избранное. — М.: Гослитиздат, 1957. — С. 457—461.
- Токутоми Рока. Куросиво: Роман / Ред. Э. Боровик и А. Стругацкий. — М.: Гослитиздат, 1957.
- Пьеса-памфлет Дзюндзи Киносита «Успение лягушки» // Дружба народов (М.). — 1958. — № 10. — С. 269—270.
- Куникида Доппо. Избранные рассказы / Ред. А. Стругацкий. — М.: Гослитиздат, 1958.
- Миямото Юрико. Повести / Ред. Т. Редько и А. Стругацкий. — М.: Гослитиздат, 1958.
- Хан Сер Я. Сумерки / Ред. А. Стругацкий. — М.: Гослитиздат, 1958.
- Акутагава Рюноскэ. Новеллы / Ред. А. Стругацкий. — М.: Гослитиздат, 1959.
- Сайкаку Ихара. Новеллы / Ред. А. Стругацкий. — М.: Гослитиздат, 1959.
- Ши Найань. Речные заводи: Роман. Изд. 2-е / Ред. А. Стругацкий. — М.: Гослитиздат, 1959.
- Инэко Сата // Сата Инэко. Пока не угаснет пламя. — М.: Гослитиздат, 1960. — С. 3—10.
- Послесловие // Кобаяси Такидзи. Краболов. — Владивосток: Приморское книжн. изд-во, 1960. — С. 72—75.
- Исикава Тацудзо. Тростник под ветром: Роман / Ред. Т. Редько и А. Стругацкий. — М.: Гослитиздат, 1960.
- Ляпунов Б. Корабль вернулся из космоса / Ред. Н. Беркова и А. Стругацкий. — М.: Детгиз, 1960.
- Вадецкий Б. Полярный юг / Отв. ред. А. Стругацкий. — М.: Детгиз, 1961.
- Гребнев Г. Пропавшее сокровище. Мир иной: Повести / Отв. ред. А. Стругацкий. — М.: Детгиз, 1961.
- Марьянин Я., Пономарёв Д. Телевидение в действии / Отв. ред. А. Стругацкий. — М.: Детгиз, 1961.
- Томан Н. Говорит Космос! / Отв. ред. А. Стругацкий. — М.: Детгиз, 1961.
- Болдырев В. Гибель Синего Орла / Отв. ред. А. Стругацкий. — М.: Детгиз, 1962.
- Брагин В. В Стране Дремучих Трав / Отв. ред. А. Стругацкий. — М.: Детгиз, 1962.
- Войскунский Е., Лукодьянов И. Экипаж «Меконга» / Отв. ред. А. Стругацкий. — М.: Детгиз, 1962.
- Гуревич Г. Пленники астероида / Отв. ред. А. Стругацкий. — М.: Детгиз, 1962.
- Мир приключений. Кн. 7 / Отв. ред. А. Стругацкий. — М.: Детгиз, 1962.
- [Предисловие к набору открыток А. Соколова] // Космическая фантазия: [Открытки]: / Худож. А. Соколов. — М.: Изогиз, 1963. — [16 отд. л. в обл.]. — Вкладной листок. — [4] с.
- Гансовский С. Шаги в неизвестное / Отв. ред. А. Стругацкий. — М.: Детгиз, 1963.
- Громова А. Поединок с собой / Отв. ред. А. Стругацкий. — М.: Детгиз, 1963. — (Библиотека приключений и научной фантастики).
- Казанцев А. Внуки Марса / Отв. ред. А. Стругацкий. — М.: Детгиз, 1963.
- Мир приключений. Кн. 9 / Отв. ред. Н. Беркова и А. Стругацкий. — М.: Детгиз, 1963.
- От переводчика // Абэ Кобо. Четвёртый ледниковый период; Тоталоскоп. — М.: Мол. гвардия, 1965. — С. 5—7. — (Библиотека современной фантастики: В 15 т.; T. 2). — [Подп.: С. Бережков].
- От составителя // Фантастика, 1965. Вып. 2. — М.: Мол. гвардия, 1965. — С. 5—6.
- [Предисловие] // Саксонов В. Повесть о юнгах. Дальний поход. — М.: Дет. лит., 1966. — С. 3—4.
- Стругацкий А., Стругацкий Б. Контакт и пересмотр представлений // Саймак К. Всё живое. — М.: Мир, 1968. — С. 5—12. — (Зарубежная фантастика).
- 31 июня: Сб. фант. / Сост. А. Стругацкий. — М.: Мир, 1968. — (Зарубежная фантастика).
- О современном Жюле Верне — Артуре Кларке и творце роботехники Айзеке Азимове // Кларк А. Лунная пыль; Азимов А. Я, робот; Стальные пещеры. — М.: Дет. лит., 1969. — С. 5—16. — (Б-ка приключений: В 20 т.; Т. 16).
- Акутагава Рюноскэ. Избранное: В 2 т. / Сост. В. Гривнин и А. Стругацкий. — М.: Худож. лит., 1971.
- Три открытия Акутагава Рюноскэ // Акутагава Рюноскэ. Новеллы. — М.: Худож. лит., 1974. — С. 5—24. — (Библиотека всемирной литературы; Т. 129).
- То Хоай. Западный край: Роман / Ред. А. Стругацкий и М. Финогенова // То Хоай. Западный край: Роман; Рассказы; Сказки. — М.: Прогресс, 1975. — (Мастера современной прозы).
- Л. И. Лагину — 75 // Лит. газета (М.). — 1979. — 1 янв. — С. 5.
- Этот фантастический мир // Сов. культура (М.). — 1979. — 22 июня. — С. 5. — [Рец. на телепередачу «Этот фантастический мир»].
- К читателям альманаха «Завтра» // Завтра: Фантаст. альманах. Первый [вып.]. — М.: Текст: Юрид. лит.: РИФ, 1991. — С. 4—5.

### Комментарии
1. ↑  По утверждению Бориса Стругацкого, эпизоды в романе «Поиск предназначения», когда на юного героя напал людоед с топором, а потом он попал под обстрел и лежал лицом к небу, отброшенный взрывной волной, произошли именно с Аркадием Стругацким[20].
2. ↑  Период жизни в Вологде (20 апреля — 15 мая) и двадцатидневный путь в Чкалов (ныне Оренбург), по предположению А. Скаландиса и В. Кайтоха, может быть отчасти реконструирован по последней повести А. Стругацкого «Дьявол среди людей»[29][30].
3. ↑  В Ташлинской школе Аркадий сдал экзамены за курс десятилетки[31].
4. ↑  В семейной хронике А. И. Стругацкой написано следующее: «Хижина — землянка, сырая, тёмная. Отапливаемся кизяками, горит коптилка. Аркашу не узнала, так он возмужал, потолстел. Заведует сепараторным пунктом — молока можно попить»[34]
5. ↑  Курсант Стругацкий вёл, насколько позволяли обстоятельства, разгульный образ жизни. Первый любовный опыт он пережил ещё в Ленинграде пятнадцатилетним, описав его в 1970-е годы в «Рассказе о первой любви», вошедшем затем в состав повести «Хромая судьба» (с заменой имени — Оля превратилась в Катю)[41][42]. В письме матери 29 октября 1945 года двадцатилетний Аркадий цинично сообщал: «С дамами не знаюсь, за исключением Фисы — для личной гигиены, как говорил герой „Подземелий Ватикана“»[43].
6. ↑  В письме матери от 4 мая 1945 года говорится: «Видел я наших замечательных полководцев и Иосифа Виссарионыча Сталина на Мавзолее. Когда строевым шагом топали мимо трибун — была одна мысль: как бы не подкачать, не сбиться. Но подойдя к Мавзолею, забыли обо всем. Глаза всех были устремлены на Сталина — он глядел на нас, разговаривая с Антоновым. Всё-таки прошли, кажется, неплохо»[44].
7. ↑  В летней переписке А. Н. Стругацкого упоминается об участии курсантов ВИИЯКА в репетиции Парада Победы на Красной площади (по четыре часа строевой подготовки ежедневно), но источников о том, проходил ли в составе сводной институтской группы Аркадий, не имеется[46].
8. ↑  Согласно рассказу первой жены Аркадия Стругацкого, мать Александра Ивановна при оформлении паспорта сыну осенью 1941 года договорилась с милицейским начальством о смене отчества, опасаясь занятия города немецкими войсками[48].
9. ↑  Скоропалительный брак сына вызвал следующую (недатированную) запись в семейной хронике А. И. Стругацкой: «Но вот случилось так, что Арок женился. Это было большим ударом для меня: молод, неопытен в жизни и не оправдал моих надежд. Удар был так силён, что я чуть не заболела. Но, как всегда, взяла себя в руки, решила, что если я искренне люблю сына, то жизнь его во всех проявлениях должна меня радовать. И я переломила себя. А когда увидела Инночку <Шершову>, сразу как-то полюбила её, показалась она мне родной, милой, нашей»[54]
10. ↑  Квартировал Аркадий Стругацкий в доме №88 по Кайтымской улице. Это была одноэтажная рубленая изба с двускатной крышей; будущий писатель располагался в пристрое. К 2025 году дом не сохранился[60].
11. ↑  В письме с Камчатки от 28 января 1953 года Аркадий Стругацкий сообщал: «В области семейной — развожусь понемножку. За вычетом лёгких амуров с местным населением (увы! не с аборигенами — никакой экзотики), живу как предписывает евангелие от Матфея, и даже паки — не токмо жены ближнего своего, но и своей собственной не желаю…»[63] Заочный развод был оформлен в июне того же года[64].
12. ↑  В ряде источников сообщается о командировке 1952 года на Курильские острова, пострадавшие от землетрясения и цунами, когда группа офицеров, в том числе и Стругацкий, должны были выявлять и обезвреживать оставшуюся после войны японскую агентуру. В письме 7 июля 1953 года упоминается лекция об атомном оружии, которую Стругацкий прочитал сослуживцам на основе японских источников, поступающих в секретную часть спецпочтой. В воспоминаниях В. Ольшанского, присутствующего на этой лекции, прямо утверждается, что А. Н. Стругацкий служил именно в разведотделе[69].
13. ↑  После окончания основного текста письма до Камчатки добрались известия о смерти Сталина. В постскриптуме говорилось[72]:

Умер Сталин! Горе, горе нам всем.

Что теперь будет?

[Далее красным карандашом, крупным печатным шрифтом:]

Не поддаваться растерянности и панике! Каждому продолжать делать свое дело, только делать ещё лучше. Умер Сталин, но Партия и Правительство остались, они поведут народы по сталинскому пути, к Коммунизму.

Смерть Сталина — невосполнимая потеря наша на дороге на Океан, но нас не остановить.

Эти дни надо пережить, пережить достойно советских людей!
14. ↑  Примерно с этого же времени на письме и в бытовом общении, а в дальнейшем на людях (в том числе в компаниях) Аркадий стал именовать жену Крысой. Согласно сообщению Марии Стругацкой, это было изобретением И. М. Ошанина, который всем членам семьи присваивал «звериные» имена: глава дома — Собака, его жена Екатерина Евгеньевна — Кошка, дочь — Крыса, а зять — Жираф. В переписке прозвище имело разные формы: Крыся, иногда Крыска или Крысь[82].
15. ↑  В числе литературных знакомых Аркадия Стругацкого в первой половине 1960-х годов состояли В. Аксёнов, А. Гладилин, В. Войнович, Г. Владимов, Ф. Искандер, А. Арканов, Г. Горин, Е. Евтушенко, А. Вознесенский, Л. Жуховицкий, Ю. Казаков. Все эти писатели относились к разным литературным направлениям и общались в разных компаниях, но так или иначе имели отношение к фантастике[89].
16. ↑  Ант Скаландис установил, что в этой же школе № 591 во второй половине 1944 года работала в эвакуации Александра Ивановна, а Борис Стругацкий учился в четвёртом классе. Однако в семье эти события настолько забылись, что не вызывали ассоциаций[98].
17. ↑  По советскому трудовому законодательству, пенсионный стаж для членов Союза писателей начислялся от первой публикации[105]
18. ↑  Характерное свидетельство неформального общения (стихотворение написано Н. Коржавиным на пляже 10 октября)[126]:

Окаченный волной Стругацкий —

Друг Нептуна́ и Зевса брат —

Сиял улыбкою мудацкой

И жо…й шторм толкал назад.
19. ↑  В период 1971—1974 годов в отношениях Аркадия Натановича и Елены Ильиничны происходил тяжёлый кризис, окончательно разрешившийся к концу десятилетия. В Душанбе у А. Н. Стругацкого произошёл роман с 36-летней Надеждой Липанс, редактором газеты «Комсомолец Таджикистана», он даже поселился в её доме. В Москве у Аркадия были отношения с переводчицей Ритой Миллер; она опубликовала воспоминания в эмигрантской газете в Сан-Франциско. После 1981 года супруга сопровождала А. Н. Стругацкого на всех мероприятиях и во всех поездках[149].
20. ↑  К моменту кончины на личном счету Аркадия Натановича было около 150 тысяч рублей[159]. В дневнике 8 января 1991 года отмечено, что супруги Стругацкие оплатили коммунальные услуги и телефонию сразу за год[160].

### Первоисточники и публикации источников
- Неизвестные Стругацкие / сост. С. Бондаренко. — Донецк : Сталкер, 2005. — Т. От «Страны багровых туч» до «Трудно быть богом»: черновики, рукописи, варианты. — 635 с. — (Миры братьев Стругацких). — ISBN 966-696-779-0.
- Неизвестные Стругацкие / сост. С. Бондаренко. — Донецк : Сталкер, 2006. — Т. От «Понедельника...» до «Обитаемого острова»: черновики, рукописи, варианты. — 524 с. — (Миры братьев Стругацких). — ISBN 966-696-938-6.
- Неизвестные Стругацкие / Сост. С. П. Бондаренко, В. М. Курильский. — М., Донецк : АСТ, НКП, 2008. — Кн. Письма. Рабочие дневники. 1942—1962 гг. — 640 с. — (Миры братьев Стругацких). — ISBN 978-5-17-053845-4.
- Неизвестные Стругацкие. От «Града обреченного» до «Бессильных мира сего»: черновики, рукописи, варианты / Сост. С. П. Бондаренко. — Донецк : Сталкер, 2008. — 510 с. — (Неизвестные Стругацкие). — ISBN 978-966-09-0224-4.
- Стругацкие. Материалы к исследованию: письма, рабочие дневники, 1967—1971 гг. / Сост. С. П. Бондаренко, В. М. Курильский. — Волгоград : ПринТерра-Дизайн, 2013. — 736 с. — ISBN 978-5-98424-162-5.
- Стругацкие. Материалы к исследованию: письма, рабочие дневники. 1972—1977 гг. / Сост. С. П. Бондаренко, В. М. Курильский. — Волгоград : ПринТерра-Дизайн, 2012. — 760 с. — ISBN 978-5-98424-145-8.
- Стругацкий А., Стругацкий Б. Полное собрание сочинений в тридцати трёх томах / Составители: Светлана Бондаренко, Виктор Курильский, Юрий Флейшман. — Группа «Людены», 2015. — Т. 1: 1941—1957. — 416 с.
- Стругацкий А., Стругацкий Б. Полное собрание сочинений в тридцати трёх томах / Составители: Светлана Бондаренко, Виктор Курильский, Юрий Флейшман. — Группа «Людены», 2015. — Т. 2: 1958. — 451 с.
- Стругацкий А., Стругацкий Б. Полное собрание сочинений в тридцати трёх томах / Составители: Светлана Бондаренко, Виктор Курильский, Юрий Флейшман. — Группа «Людены», 2016. — Т. 8: 1964. — 419 с.
- Стругацкий А., Стругацкий Б. Полное собрание сочинений в тридцати трёх томах / Составители: Светлана Бондаренко, Виктор Курильский, Юрий Флейшман. — Группа «Людены», 2017. — Т. 17: 1971. — 418 с.
- Стругацкий А., Стругацкий Б. Полное собрание сочинений в тридцати трёх томах / Составители: Светлана Бондаренко, Виктор Курильский, Юрий Флейшман. — Группа «Людены», 2017. — Т. 21: 1975—1976. — 460 с.
- Стругацкий А., Стругацкий Б. Полное собрание сочинений в тридцати трёх томах / Составители: Светлана Бондаренко, Виктор Курильский, Юрий Флейшман. — Группа «Людены», 2019. — Т. 24: 1979—1980. — 466 с.
- Стругацкий А., Стругацкий Б. Полное собрание сочинений в тридцати трёх томах / Составители: Светлана Бондаренко, Виктор Курильский, Юрий Флейшман. — Группа «Людены», 2019. — Т. 26: 1983—1984. — 657 с.
- Стругацкий А., Стругацкий Б. Полное собрание сочинений в тридцати трёх томах / Составители: Светлана Бондаренко, Виктор Курильский. — Группа «Людены», 2020. — Т. 27: 1985—1986. — 598 с.
- Стругацкий А., Стругацкий Б. Полное собрание сочинений в тридцати трёх томах / Составители: Светлана Бондаренко, Виктор Курильский. — Группа «Людены», 2020. — Т. 29: 1990—1993. — 569 с.
- Стругацкий А., Стругацкий Б. Полное собрание сочинений в тридцати трёх томах / Составители: Светлана Бондаренко, Виктор Курильский. — Группа «Людены», 2020. — Т. 31: 1997—2000. — 598 с.
- Стругацкий Б. Н. Интервью длиною в годы: по материалам офлайн-интервью / Сост. С. П. Бондаренко. — М. : АСТ, 2009. — 508 с. — (Миры братьев Стругацких). — ISBN 978-5-17-044777-0.

### Словарно-энциклопедические издания
- Арзамасцева И. Н. Стругацкие, Аркадий Натанович и Борис Натанович // Русские писатели XX века: Биографический словарь / Гл. ред. и сост. П. А. Николаев. — М. : Большая российская энциклопедия; Рандеву, 2000. — С. 669—671. — 808 с. — ISBN 5-85270-289-7.
- Стругацкие // Литературный энциклопедический словарь / Под общ. ред. В. М. Кожевникова, П. А. Николаева. — М. : Сов. энциклопедия, 1987. — С. 705—706. — 752 с.
- Lutz R. C. Arkady Strugatsky and Boris Strugatsky // Cyclopedia of world authors / Ed. by F. N. Magill. — Revised Third Ed. — Pasadena, Calif. : Salem Press, 1997. — Vol. 5: Sim—Z. — P. 1947—1948. — 1849—2235 p. — ISBN 0-89356-449-4.

### Монографии и статьи
- Амусин М. Ф. Братья Стругацкие : очерк творчества. — Иерусалим : Бесэдер, 1996. — 187 с. — ISBN 965-7031-06-0.
- Аркадий Стругацкий. Понедельник на все времена / Авт.-сост. Марианна Алферова. — Москва — Санкт-Петербург : АСТ; Астрель-СПб, 2025. — 416 с. — (Биография эпохи). — 2500 экз. — ISBN 978-5-17-176036-6.
- Вишневский Б. Л. Двойная звезда: Миры братьев Стругацких. — СПб. : Дом Галича, 2022. — 456 с.
- Володихин Д. М., Прашкевич Г. М. Братья Стругацкие. — М. : Молодая гвардия, 2012. — 350 с. — (Жизнь замечательных людей, вып. 1331). — ISBN 978-5-235-03475-4.
- Гришачёв С. В. Японизмы в раннем творчестве А. и Б. Стругацких: некоторые аспекты межкультурной коммуникации // Язык и культура в России: состояние и эволюционные процессы: материалы международной научной конференции. — 2007. — С. 332—336.
- Журбина Ю. С. Передача реалий в романе Нацумэ Сосэки «Ваш покорный слуга кот» // Проблемы языка и перевода в трудах молодых учёных. — 2024. — № 23. — С. 144—150. — ISSN 2410-3101.
- Кайтох В. Братья Стругацкие / Пер. с пол. В. Борисова // Стругацкий А. Н., Стругацкий Б. Н. Собрание сочинений. В 11 т. — Донецк : Сталкер, 2003. — Т. 12, дополнительный. — С. 409—638. — 699 с. — ISBN 966-696-215-2.
- Кайтох В. Солярис — Саракш, Краков — Москва: Статьи и очерки о фантастике и на другие темы / Собрал и отредактировал Владимир Борисов. — Арканар : Метагом, 2020. — 416 с.
- Керн Г. Иван Ефремов и братья Стругацкие: модели и анти-модели российской научной фантастики. Архив публикаций Ефремова и материалов о нём. Дата обращения: 4 октября 2023.
- Межуев, Борис. Тайна «Мира Полдня». Гефтер (28 января 2012). Дата обращения: 28 мая 2017.
- Милославская В. В. Творчество А. и Б. Стругацких в контексте эстетических стратегий постмодернизма : монография. — Ставрополь : Изд-во СКФУ, 2014. — 157 с. — ISBN 978-5-88648-912-5.
- Переслегин С. Возвращение к звёздам : фантастика и эвология. — М. : АСТ, 2010. — 570 с. — (Philosophy). — ISBN 978-5-17-064271-7.
- Савеличев М. В. Японские мотивы в творчестве братьев Стругацких // Казанское востоковедение. — 2023. — Т. 2, № 3. — С. 6—21.
- Савеличев М. В. Стругацкий Аркадий Натанович // Казанское востоковедение. — 2023. — Т. 2, № 4. — С. 6—11.
- Скаландис А. Братья Стругацкие. — М. : АСТ, 2008. — 702 с. — ISBN 978-5-17-052684-0.
- Снигирёв А.В. Ранние рассказы братьев Стругацких: становление со/авторства // Пушкинские чтения-2016. Художественные стратегии классической и новой литературы: жанр, автор, текст: материалы XXI международной научной конференции. — 2016. — С. 282—290.
- Снигирёв А. В. Рассказ братьев Стругацких «Человек из Пасифиды»: текст и контекст // Пушкинские чтения-2017. Художественные стратегии классической и новой словесности: жанр, автор, текст: материалы ХХII междунар. науч. конф. — 2017. — С. 109—119.
- Танасейчук А. Б. «Четвёртое царство» А. Н. Стругацкого: попытка вписаться в систему или карнавальная маска? // М. М. Бахтин в современном мире : Материалы VI международных саранских Бахтинских чтений, посвящённых 120-летию со дня рождения учёного, Саранск, 25—26 ноября 2015 года. — Саранск : Национальный исследовательский Мордовский государственный университет им. Н. П. Огарёва, 2016. — С. 227—232. — ISBN 978-5-7103-3227-6.
- Феномен творческого кризиса: монография / Под общ. ред. Т. А. Снигирёвой и А. В. Подчиненова. — Екатеринбург : Изд-во Урал. ун-та, 2017. — 398 с. — ISBN 978-5-7996-2239-8.
- Черняховская Ю. Братья Стругацкие: письма о будущем. — М. : Книжный мир, 2016. — 384 с. — Б. Межуев. Атлантида, которую мы потеряли (предисловие). — ISBN 978-5-8041-0878-7.
- Шавшин М. Стругацкие. Всплеск в тишине : литературно-критические эссе. — СПб. : Анима, 2015. — 287 с. — 3000 экз. — ISBN 978-5-9907020-0-4.